# 三条市
三条市（さんじょうし）は、新潟県の中央部に位置する市。江戸時代の和釘作りを端緒とする「ものづくりのまち」で、日本有数の金属加工を中心とする産業集積地である。

## 概要

三条・燕地域における平成の大合併の地図。

県下有数の工業都市。隣接する燕市や加茂市、田上町、弥彦村などから成る「県央地域」（三条都市圏）の中心都市となっている。
現在の地方公共団体としての三条市は、2005年5月1日、（旧）三条市、南蒲原郡栄町及び下田村を廃し、その区域をもって新しく設置されたものである。
（旧）三条市の市制施行は、新潟市、長岡市、高田市に次ぐ県内4番目の1934年（昭和9年）。市域の大部分はもともと南蒲原郡の郡域であり、郡役所は（旧）三条町に置かれていた。
隣接する燕市は、ともに金属加工を中心に栄えたこともあって古くから相互補完の関係が深い。三条は「商人の町」、燕は「職人の町」とも称される。
一方で根深い対立を抱えている側面もあり、過去には両市の境界に所在する日本国有鉄道（現在の東日本旅客鉄道）上越新幹線の燕三条駅や、北陸自動車道の三条燕インターチェンジについて、名称を巡り論争が起こった。また2000年代の市町村合併を巡っては、両市の財界や市民団体などから三条・燕の両市の合併による「燕三条市」を実現しようとする動きが見られたものの、燕市民意向調査の結果、反対票が賛成票を上回り、実現には至らなかった。

## 地理

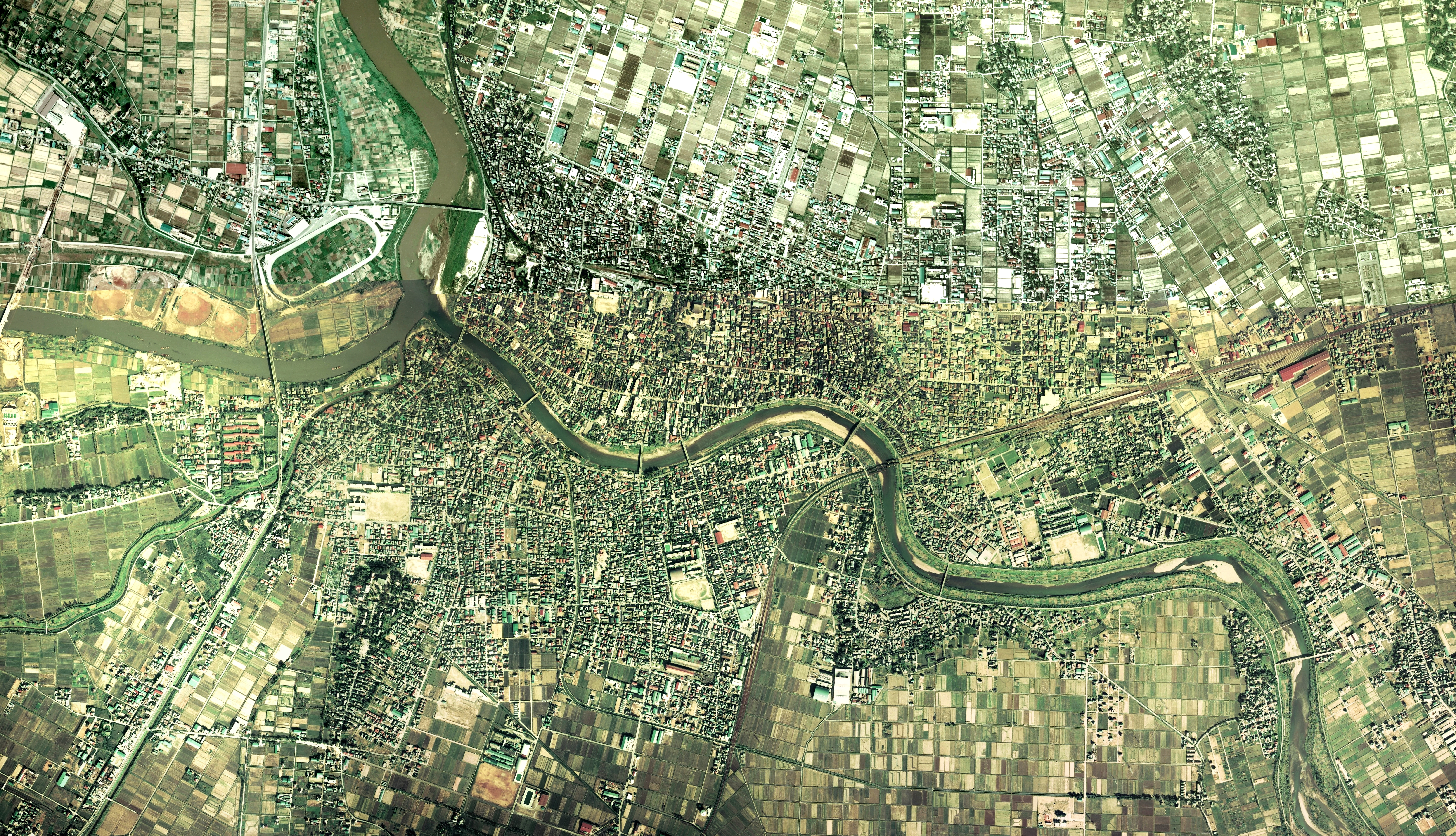
三条市中心部周辺の空中写真。五十嵐川が信濃川に合流する付近の河川敷に見える施設は三条競馬場である。1975年撮影の12枚を合成作成。。

三条市は県のウェブサイトや気象庁、農協の区分などにおいては中越地方に分類されているが、電話帳が「下越版」であるなど、場合によっては加茂市や南蒲原郡田上町とともに下越地方に含まれる漸移地域となっている。
市の平野部は信濃川とその支川五十嵐川、刈谷田川の3つの河川で形成されている。また、市の南東部は粟ヶ岳や守門岳などの丘陵・山岳地帯となっており、特に福島県境付近は、越後三山只見国定公園、 奥早出粟守門県立自然公園に指定されている。市域東部の笠堀地区は、国の特別天然記念物であるニホンカモシカの生息地として知られる。
古くからの市街地は五十嵐川に沿って形成されており、近世（江戸時代）初期の三条藩・市橋長勝によって整備された城下町の系譜を引く在方町の性格を持つ（これは近隣の新津や加茂と類似した性格である）。この主要な通りには雁木やそれを置き換えた片持ち式アーケードが備えられている。昭栄通りにはかつて全蓋式アーケードが架けられていた。また、真宗大谷派三条別院門前の本寺小路周辺は一部歓楽街となっている。
一方、高速道路のインターチェンジや幹線国道が集中するJR燕三条駅周辺にはロードサイド型の市街地が燕市域にまたがって形成されている。
- 山：粟ヶ岳、守門岳
- 河川：信濃川、五十嵐川、刈谷田川、守門川
- 湖沼：ひめさゆり湖（大谷ダム）・笠堀ダム

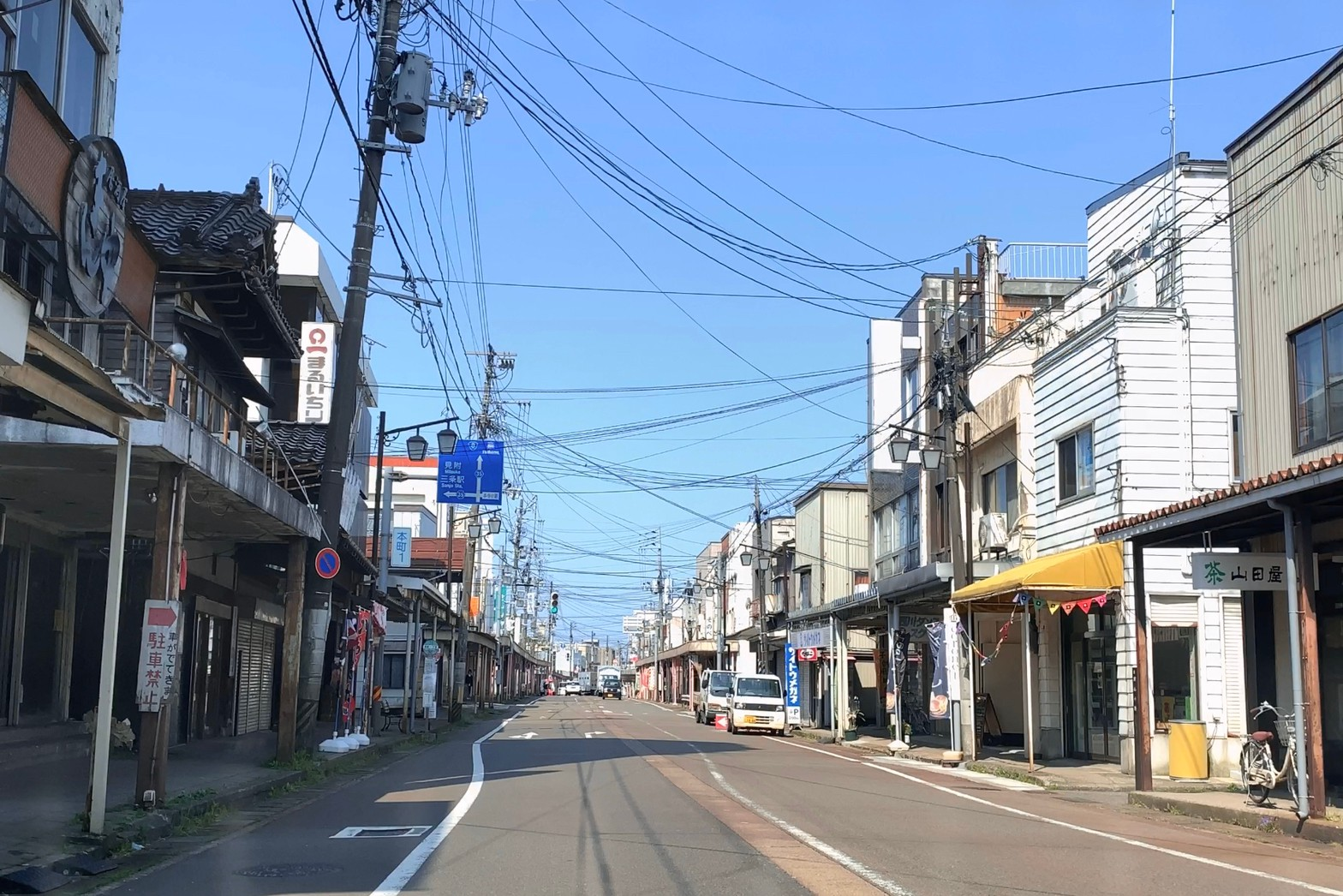
本町通りの雁木（手前）やアーケード（奥）。かつてはこの本町通り沿いに百貨店・GMSのまるよしが立地していた。左端に写る6階建ての「東映ムービル」では2000年頃まで映画館が営業していた[12]（2020年4月）
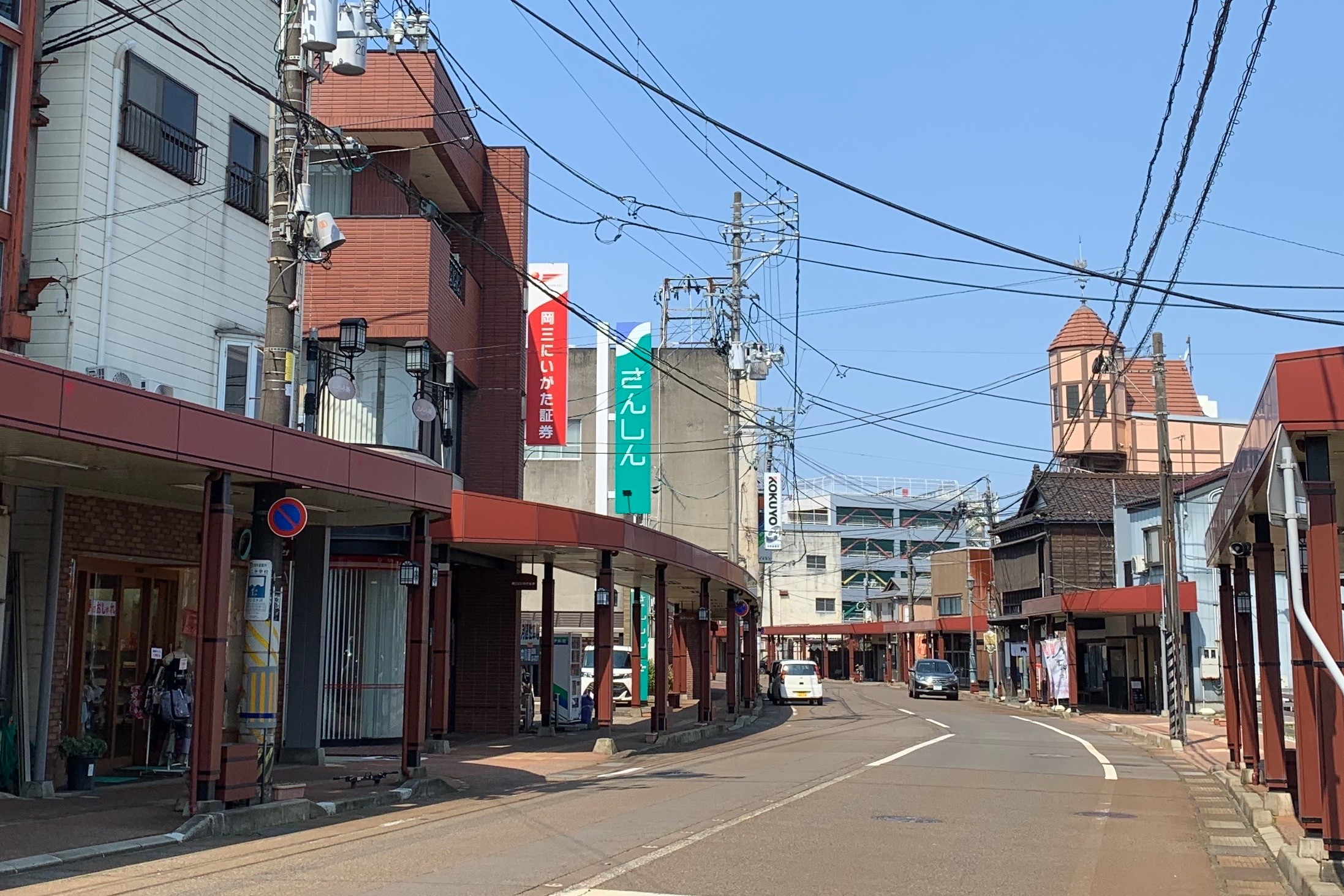
一ノ木戸商店街。奥の立体駐車場は再開発ビル「パルム」。その手前はドイツ村構想により1994年に建てられたハーメルンの館[13][14](2020年4月)

### 主な市域の分け方
- 三条地域：2005年4月30日現在の三条市の区域
  - 嵐北（らんぽく）地区：2005年4月30日現在の三条市の区域の五十嵐川よりも北側の地区
  - 嵐南（らんなん）地区：2005年4月30日現在の三条市の区域の五十嵐川よりも南側の地区
  - 大島・須頃（おおじま・すごろ）地区：2005年4月30日現在の三条市の区域の信濃川よりも西側の地区
- 栄地域：2005年4月30日現在の南蒲原郡栄町の区域
- 下田地域：2005年4月30日現在の南蒲原郡下田村の区域

### 気象
市の区域は下田地域が特別豪雪地帯に、三条地域・栄地域が豪雪地帯に指定されている。
台風シーズンはフェーン現象によって異常な高温を観測することがある。アメダス三条地点では最高気温40°C以上を3度観測しており、9月および10月の歴代全国最高気温を観測している。猛暑対策として、市内では消雪パイプを用いた打ち水の試みが行われている。なお、夏季の気温は平均値としては特別高いものではなく、アメダス東京地点や金沢地点と比べても低い。
夏季に晴れやすい日本海側気候の特徴を有しており、三条地点の月間日照時間は5・6・8・9・10月において東京地点よりも長くなっている。
| 三条（三条地域気象観測所）の気候                        | 三条（三条地域気象観測所）の気候 | 三条（三条地域気象観測所）の気候 | 三条（三条地域気象観測所）の気候 | 三条（三条地域気象観測所）の気候 | 三条（三条地域気象観測所）の気候 | 三条（三条地域気象観測所）の気候 | 三条（三条地域気象観測所）の気候 | 三条（三条地域気象観測所）の気候 | 三条（三条地域気象観測所）の気候 | 三条（三条地域気象観測所）の気候 | 三条（三条地域気象観測所）の気候 | 三条（三条地域気象観測所）の気候 | 三条（三条地域気象観測所）の気候 |
| 月                                                      | 1月                              | 2月                              | 3月                              | 4月                              | 5月                              | 6月                              | 7月                              | 8月                              | 9月                              | 10月                             | 11月                             | 12月                             | 年                               |
| ------------------------------------------------------- | -------------------------------- | -------------------------------- | -------------------------------- | -------------------------------- | -------------------------------- | -------------------------------- | -------------------------------- | -------------------------------- | -------------------------------- | -------------------------------- | -------------------------------- | -------------------------------- | -------------------------------- |
| 最高気温記録 °C （°F）                                  | 14.3 (57.7)                      | 21.7 (71.1)                      | 24.1 (75.4)                      | 32.5 (90.5)                      | 33.7 (92.7)                      | 36.1 (97)                        | 39.5 (103.1)                     | 40.4 (104.7)                     | 40.4 (104.7)                     | 36.0 (96.8)                      | 28.3 (82.9)                      | 19.1 (66.4)                      | 40.4 (104.7)                     |
| 平均最高気温 °C （°F）                                  | 4.9 (40.8)                       | 5.6 (42.1)                       | 10.0 (50)                        | 16.6 (61.9)                      | 22.2 (72)                        | 25.5 (77.9)                      | 29.1 (84.4)                      | 30.8 (87.4)                      | 27.0 (80.6)                      | 20.8 (69.4)                      | 14.2 (57.6)                      | 8.0 (46.4)                       | 17.9 (64.2)                      |
| 日平均気温 °C （°F）                                    | 2.0 (35.6)                       | 2.2 (36)                         | 5.5 (41.9)                       | 11.2 (52.2)                      | 17.0 (62.6)                      | 21.0 (69.8)                      | 24.9 (76.8)                      | 26.2 (79.2)                      | 22.3 (72.1)                      | 16.1 (61)                        | 9.9 (49.8)                       | 4.6 (40.3)                       | 13.6 (56.5)                      |
| 平均最低気温 °C （°F）                                  | −0.5 (31.1)                      | −0.8 (30.6)                      | 1.5 (34.7)                       | 6.3 (43.3)                       | 12.4 (54.3)                      | 17.3 (63.1)                      | 21.5 (70.7)                      | 22.5 (72.5)                      | 18.4 (65.1)                      | 12.0 (53.6)                      | 6.1 (43)                         | 1.7 (35.1)                       | 9.9 (49.8)                       |
| 最低気温記録 °C （°F）                                  | −12.5 (9.5)                      | −10.3 (13.5)                     | −5.6 (21.9)                      | −2.2 (28)                        | 3.8 (38.8)                       | 8.6 (47.5)                       | 13.9 (57)                        | 12.4 (54.3)                      | 7.8 (46)                         | 2.8 (37)                         | −2.2 (28)                        | −10.4 (13.3)                     | −12.5 (9.5)                      |
| 降水量 mm （inch）                                      | 219.6 (8.646)                    | 137.0 (5.394)                    | 123.6 (4.866)                    | 98.0 (3.858)                     | 94.2 (3.709)                     | 132.5 (5.217)                    | 243.2 (9.575)                    | 171.6 (6.756)                    | 144.6 (5.693)                    | 160.4 (6.315)                    | 236.7 (9.319)                    | 287.8 (11.331)                   | 2,056.3 (80.957)                 |
| 平均降水日数 （≥1.0 mm）                                | 23.7                             | 19.1                             | 17.5                             | 12.9                             | 11.1                             | 11.2                             | 13.0                             | 11.2                             | 13.2                             | 14.6                             | 18.8                             | 23.6                             | 190.0                            |
| 平均月間日照時間                                        | 41.1                             | 66.5                             | 123.4                            | 167.9                            | 196.4                            | 160.6                            | 148.4                            | 195.7                            | 143.7                            | 136.0                            | 88.0                             | 50.1                             | 1,517.8                          |
| 出典：気象庁 (平均値：1991年-2020年、極値：1976年-現在) |                                  |                                  |                                  |                                  |                                  |                                  |                                  |                                  |                                  |                                  |                                  |                                  |                                  |

### 隣接している自治体・行政区
- 新潟市（南区）
- 長岡市
- 燕市
- 五泉市
- 魚沼市
- 見附市
- 加茂市
- 東蒲原郡：阿賀町

福島県
- 南会津郡：只見町

## 歴史

### 沿革
- 1889年4月1日 - 町村制の施行により、南蒲原郡三条町、一ノ木戸村、裏館村、本城村、槻田村、金子村、上林村、旭村、塚野目村、大槻村、西大崎村、東大崎村、保内村、大島村及び須頃村を設置する。
- 1892年12月9日 - 南蒲原郡大槻村のうち大字井栗、大字北野新田及び大字白山新田を分け、その区域をもって南蒲原郡井栗村を設置する。
- 1901年11月1日 - 
  - 南蒲原郡三条町及び一ノ木戸村を廃し、その区域をもって南蒲原郡三条町を設置する。
  - 南蒲原郡本城村、槻田村及び金子村を廃し、その区域をもって南蒲原郡本成寺村を設置する。
  - 南蒲原郡上林村及び旭村を廃し、その区域をもって南蒲原郡栗林村を設置する。
  - 南蒲原郡井栗村、塚野目村、大槻村、西大崎村、東大崎村及び保内村を廃し、南蒲原郡井栗村、塚野目村及び大槻村大字西潟及び大字下谷地の区域をもって南蒲原郡井栗村を設置する。南蒲原郡大槻村大字敦田、大字三ツ柳及び大字牛ケ島の区域及び西大崎村、東大崎村及び保内村の区域をもって南蒲原郡大崎村を設置する。
  - 南蒲原郡大島村及び須頃村を廃し、その区域をもって南蒲原郡大島村を設置する。
- 1920年10月1日 - 南蒲原郡裏館村を廃し、その区域を南蒲原郡三条町に編入する。
- 1925年1月1日 - 南蒲原郡本成寺村大字四日町、大字西本成寺、大字曲淵及び大字新保の一部の区域を南蒲原郡三条町に編入する。
- 1927年10月1日 - 南蒲原郡栗林村を廃し、その区域を次のとおりそれぞれ南蒲原郡三条町及び井栗村に編入する。
  - 南蒲原郡三条町に編入する区域
    - 大字石上及び大字栗林の区域

  - 南蒲原郡井栗村に編入する区域
    - 大字柳田新田、大字柳場新田、大字三貫地新田及び大字須戸新田の区域
- 1934年1月1日 - 南蒲原郡三条町を廃し、その区域をもって三条市を設置する。新潟県下4番目、全国123番目。当時の人口3万2897人（5,980戸）。
- 1951年6月1日 - 南蒲原郡井栗村を廃し、その区域を三条市に編入する。
- 1954年11月1日 - 南蒲原郡本成寺村及び大崎村を廃し、その区域を三条市に編入する。
- 1955年1月1日 - 南蒲原郡大島村を廃し、その区域を三条市に編入する。
- 1955年3月20日 - 三条市大字井土巻の区域を燕市に編入する。
- 1960年4月1日 - 南蒲原郡栄村大字栗舟及び大字今井字大野畑の区域を三条市に編入する。
- 1960年11月1日 - 三条市の次の区域を南蒲原郡栄村に編入する。
  - 南蒲原郡栄村に編入する区域
    - 三条市大字金子新田字呉江甲一、から甲一、まで、甲一、から甲一、108まで、甲一、109の一、甲一、109の二、甲一、110の一、甲一、110の二、甲一、111から甲一、132まで、甲一、132の一、甲一、133の一、甲一、134、甲一、144、甲一、145、甲一、149から甲一、154まで、甲一、160の一、甲一、160の二、甲一、161の一から甲一、161の六まで、甲一、162の一、甲一、163の一、甲一、163の三、甲一、164の一、甲一、164の二、甲一、165、甲一、166、甲一、167の一から甲一、167の三まで、甲一、168の一、甲一、168の二、甲一、169、甲一、175の一、甲一、175の二、甲一、176、甲一、177、甲一、178の四、甲一、178の五、甲一、196から甲一、200まで、甲一、201の一、甲一、201の二、甲一、202の一、甲一、202の二、甲一、203、甲一、207の一、甲一、207の二、甲一、208、甲一、209の一、甲一、209の二、甲一、210から甲一、220まで、甲一、220の子、甲一、221、甲一、221の子、甲一、222、甲一、223の一、甲一、223の二、甲一、224から甲一、229まで、甲一、230の一、甲一、231の一、甲一、231の二、甲一、232の一から甲一、232の三まで、甲一、233から甲一、237まで、甲一、237の子、甲一、238、甲一、238の子、甲一、239から甲一、244まで、甲一、244の子、甲一、245から甲一、283まで、甲一、283の子、甲一、284の一、甲一、284の二、甲一、285、甲一、286の一から甲一、286の三まで、甲一、286子の一、甲一、286子の二、甲一、287、甲一、288の一から甲一、288の三まで、甲一、289、甲一、290の一から甲一、290の九まで、甲一、291、甲一、292の一、甲一、292の二、甲一、293から甲一、296まで及び甲一、297の一から甲一、297の六まで並びに東甲一、331から甲一、353まで
- 2005年5月1日 - 三条市、南蒲原郡栄町及び下田村を廃し、その区域をもって三条市を設置する。

| 1889〜 町村制施行                                                                                    | 1892-1899〜              | 1901〜 南蒲原郡 町村合併 | 1920-1927〜 郡制廃止         | 1951-1956〜 昭和の大合併 | 2005〜 平成の大合併 |
| 三条町                                                                                               | 三条町                   | 三条町                   | 三条町 →三条市 1934 市制施行 | 三条市                   | 三条市              |
| 一ノ木戸村                                                                                           |                          | 三条町                   | 三条町 →三条市 1934 市制施行 | 三条市                   | 三条市              |
| 裏館村                                                                                               |                          |                          | 三条町 →三条市 1934 市制施行 | 三条市                   | 三条市              |
| 上林村                                                                                               | 上林村                   | 栗林村                   | 三条町 →三条市 1934 市制施行 | 三条市                   | 三条市              |
| 旭村                                                                                                 | 旭村                     | 栗林村                   | 井栗村                       | 三条市                   | 三条市              |
| 塚野目村                                                                                             | 塚野目村                 | 井栗村                   | 井栗村                       | 三条市                   | 三条市              |
| 大槻村                                                                                               | 井栗村                   | 井栗村                   | 井栗村                       | 三条市                   | 三条市              |
| 大槻村                                                                                               | 大槻村                   | 井栗村                   | 井栗村                       | 三条市                   | 三条市              |
| 大槻村                                                                                               | 大崎村                   |                          |                              | 三条市                   | 三条市              |
| 西大崎村                                                                                             |                          |                          |                              | 三条市                   | 三条市              |
| 東大崎村                                                                                             |                          |                          |                              | 三条市                   | 三条市              |
| 保内村                                                                                               |                          |                          |                              | 三条市                   | 三条市              |
| 大島村                                                                                               | 大島村                   | 大島村                   | 大島村                       | 三条市                   | 三条市              |
| 須頃村                                                                                               |                          | 大島村                   | 大島村                       | 三条市                   | 三条市              |
| 本城村                                                                                               | 本城村                   | 本成寺村                 | 本成寺村                     | 三条市                   | 三条市              |
| 槻田村                                                                                               |                          | 本成寺村                 | 本成寺村                     | 三条市                   | 三条市              |
| 金子村                                                                                               |                          | 本成寺村                 | 本成寺村                     | 三条市                   | 三条市              |
| 小古瀬村→大和村 1891改称                                                                             | 小古瀬村→大和村 1891改称 | 福島村                   | 福島村                       | 栄村 →栄町 1981 町制施行 | 三条市              |
| 福多村                                                                                               |                          | 福島村                   | 福島村                       | 栄村 →栄町 1981 町制施行 | 三条市              |
| 鬼木村                                                                                               |                          | 福島村                   | 福島村                       | 栄村 →栄町 1981 町制施行 | 三条市              |
| 尾崎村                                                                                               |                          | 福島村                   | 福島村                       | 栄村 →栄町 1981 町制施行 | 三条市              |
| 五加村                                                                                               |                          | 福島村                   | 福島村                       | 栄村 →栄町 1981 町制施行 | 三条市              |
| 大潟村                                                                                               | 大潟村                   | 大面村                   | 大面村                       | 栄村 →栄町 1981 町制施行 | 三条市              |
| 四王村                                                                                               | 大潟村                   | 大面村                   | 大面村                       | 栄村 →栄町 1981 町制施行 | 三条市              |
| 帯織村                                                                                               |                          | 大面村                   | 大面村                       | 栄村 →栄町 1981 町制施行 | 三条市              |
| 笹岡村                                                                                               | 笹岡村                   | 長沢村                   | 長沢村                       | 下田村                   | 三条市              |
| 長堀村                                                                                               |                          | 長沢村                   | 長沢村                       | 下田村                   | 三条市              |
| 大浦村                                                                                               |                          | 長沢村                   | 長沢村                       | 下田村                   | 三条市              |
| 高島村                                                                                               |                          | 長沢村                   | 長沢村                       | 下田村                   | 三条市              |
| 四ツ沢村                                                                                             | 四ツ沢村                 | 森町村                   | 森町村                       | 下田村                   | 三条市              |
| 本下田村                                                                                             |                          | 森町村                   | 森町村                       | 下田村                   | 三条市              |
| 前谷村                                                                                               |                          | 森町村                   | 森町村                       | 下田村                   | 三条市              |
| 鹿峠村                                                                                               |                          |                          |                              | 下田村                   | 三条市              |
| 外谷村                                                                                               |                          |                          |                              | 下田村                   | 三条市              |
| 表の都合上、新設合併と編入合併の区別はできていません。また、細かな移動については反映できていません。 |                          |                          |                              |                          |                     |

### 年表

#### 江戸時代以前
- 885年 - 京都石清水八幡宮より分霊を勧請し、大崎に八幡宮（三条八幡宮）が創建される。
- 1297年 - 日蓮の孫弟子・日印が青蓮華庵（現在の法華宗陣門流総本山・本成寺）を創建。
- 1507年 - 永正の乱。三条島ノ城将山吉能盛が守護代の長尾為景（三条長尾家。上杉謙信の父)につく。
- 1577年 - 神余親綱が三条島ノ城主となる。
- 1599年 - 堀直政が三条城島ノ城主となる（5万石）。八幡宮が現在地へ移る。

#### 江戸時代
- 1608年 - 堀直政の長男・堀直清が三条島ノ城主となる。
- 1610年 - 堀家のお家騒動により堀直清が改易、三条島ノ城は廃城。
- 1616年 - 幕府が市橋長勝を伯耆矢橋から三条城主（4万1,300石）に任じ、三条島ノ城の信濃川対岸（現在の元町。旧三条小学校付近）に新たに城地を定めて三条城を築城。
- 1620年 - 幕府が稲垣重綱を同じ越後国の刈羽郡藤井から三条城主（2万3,000石）に移封。
- 1623年 - 稲垣重綱が大阪城番となり、三条城は廃藩。出雲崎代官領となる。
- 1631年 - 三条城廃城。
- 1642年 - 長岡藩主牧野忠成が幕命により三条城を破却。
- 1649年 - 出雲崎代官領から村上藩（松平藤松）となる。
- 1675年 - 三条村が「裏館村」、三条新田（新田三条）が「三条町」と改称。
- 1690年8月 - 東本願寺三条掛所（現在の真宗大谷派三条別院）創設、浄圓寺御堂が仮本堂となる。
- 1703年8月 - 東本願寺三条掛所本堂完成、入仏式挙行。
- 1822年 - 三条八幡宮の大名行列が三条の領主である村上藩主内藤信敦の京都所司代就任を祝って始められる。
- 1828年12月18日（旧暦霜月：11月12日） - 三条地震（朝五ツ時上刻：7:40頃。マグニチュード6.9）。

#### 明治時代
- 1872年11月4日 - 三条小学校創立。
- 1873年9月25日 - 五十嵐川に初めての橋、三条橋（のちの嵐川橋）架橋。
- 1877年10月 - 松尾与十郎らの尽力により五十嵐川左岸の築堤工事が完成。
- 1878年9月21日 - 明治天皇が北陸地方を巡幸し、東本願寺三条別院（東別院）の御在所に宿泊。
- 1879年5月12日 - 三条町に南蒲原郡役所が開設される。
- 1880年5月21日 - 糸屋万平火事。
- 1881年4月15日 - 三条で初めての金融機関三条会社（のちの三条銀行）創業。
- 1885年10月4日 - 瑞雲橋架橋。
- 1887年8月19日 - 日本で初めての日食観測（皆既日食）が大崎山の山頂で観測。
- 1894年8月11日 - 五十嵐川が氾濫し、曲淵・田島・西大崎で破堤。
- 1896年 - 10月30日に三条銀行の貯蓄部門を三条貯蓄銀行として独立、11月26日に北越商業銀行が二ノ町に設立される。
- 1897年11月20日 - 北越鉄道の沼垂駅‐一ノ木戸駅間が開業。
- 1898年6月16日 - 北越鉄道の一ノ木戸駅‐長岡駅間が開業、同時に三条駅開設。
- 1901年3月18日 - 新潟県立新潟中学校三条分校（現：新潟県立三条高等学校）設置。
- 1906年6月24日 - 東本願寺三条別院（東別院）の現在の本堂が建立され、1908年（明治41年）7月3日に落慶入仏式挙行。
- 1910年5月9日 - 三条町町立三条女子工芸学校（現：新潟県立三条東高等学校）設置。
- 1911年4月15日 - 南蒲原郡三条商工学校（現：新潟県立三条商業高等学校、新潟県立新潟県央工業高等学校）開校。

#### 大正時代
- 1913年7月24日 - 三条駅前‐弥彦神社前間に参宮自動車が開業。
- 1925年
  - 4月10日 - 越後鉄道の燕駅‐一ノ木戸駅間が開業、同時に北三条駅開設。
  - 7月28日 - 諏訪・曲渕切れの水害。

#### 昭和時代
- 1927年

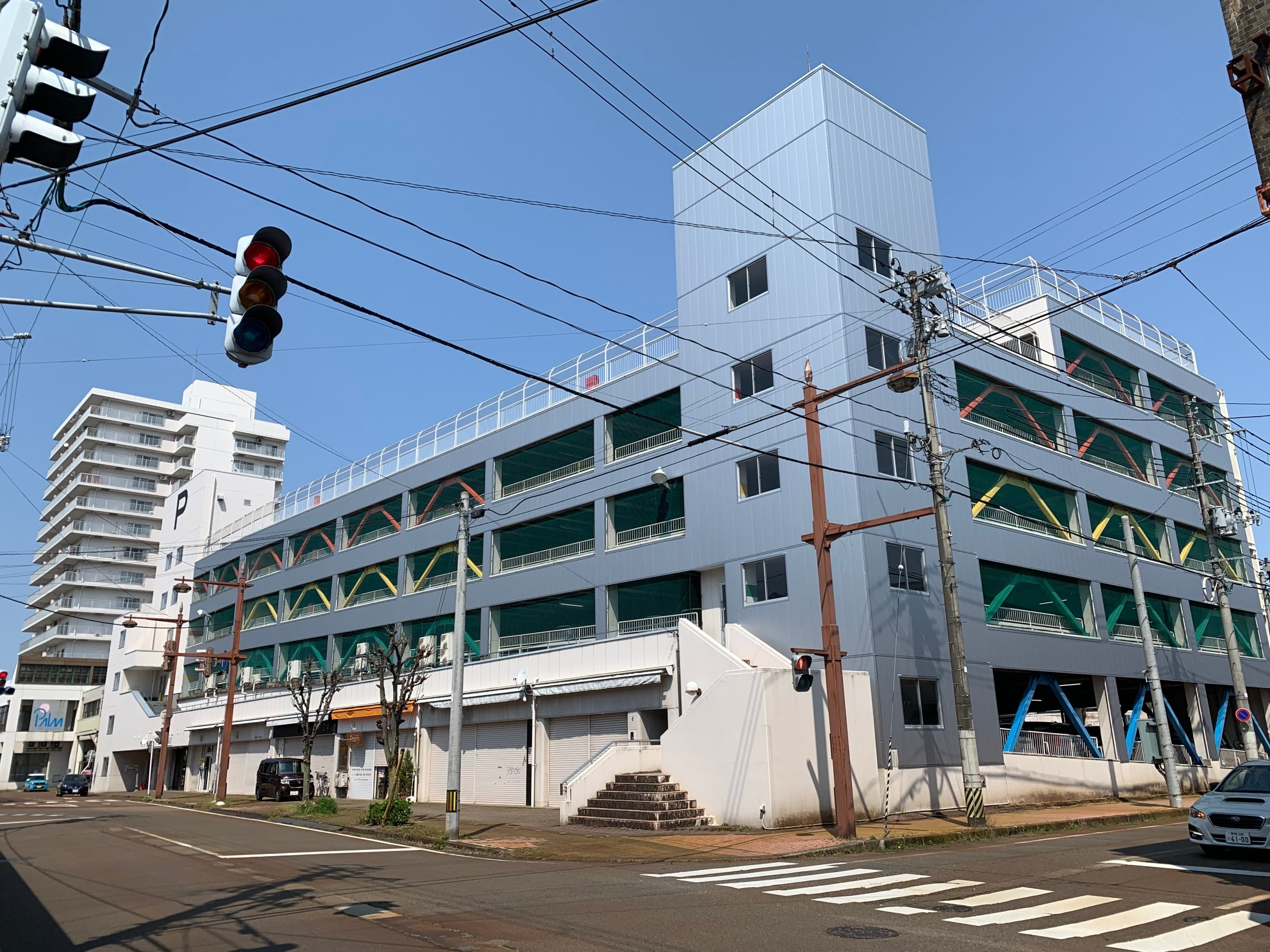
再開発ビル「パルム」

  - 7月25日 - 越後鉄道の一ノ木戸駅‐越後長沢駅間が開業
  - 10月1日 - 越後鉄道が国有化され、一ノ木戸駅を東三条駅に改称。
- 1928年 - 大島村の南蒲原郡畜産組合が三条競馬を始める。
- 1935年7月19日 - 今井雄七丸井今井社長らの寄付により武徳殿（現・三条市歴史民俗産業資料館）竣工。
- 1944年9月16日 - 弥彦線東三条駅‐越後長沢駅間が不要不急線として営業休止。
- 1945年3月4日 - 東別院本堂に積もった雪が大落雪、学童疎開の児童1名死亡。
- 1947年10月10日 - 昭和天皇の戦後巡幸。県立三条中学校（現三条高等学校）へ行幸[24]。校庭に市民奉迎場が設けられ約4万人がつめかける[25]。
- 1961年8月5日 - 8・5集中豪雨。五十嵐川に架かる新大橋が橋詰めの民家とともに流失し家族5名が流されるも4名は常盤橋で辛うじて救助されるが1名と消防署員1名が死亡、新大橋の流失に続き渡瀬橋も流失など被害甚大。被害総額は8億6,746万円（当時）。
- 1963年1月 - 昭和38年1月豪雪（サンパチ豪雪）。1月28日には国鉄東三条駅で積雪4.25mを観測、2月1日には災害救助法が雪害では初適用。被害は全壊16棟、半壊11棟など。被害総額は66億9,746万円（当時）。
  - ケンオー・ドットコム「三八豪雪の8ミリ映画に残る43歳の故金子六郎氏をムービーで」に当時の記録(カラー8ミリフィルムの映像記録)がある。
- 1964年7月7日 - 7・7水害。五十嵐川が氾濫、中新の堤防が200m決壊、行方不明者1名、床上62棟、床下425棟の浸水被害。
- 1967年8月28日 - 8・28水害。
- 1978年
  - 6月26日 - 6・26水害。
  - 9月21日 - 北陸自動車道（新潟黒埼IC‐長岡IC・JCT間）開通、下須頃に近い燕市に三条燕IC開設。
- 1979年7月28日 - 7・28水害。
- 1982年11月15日 - 上越新幹線（大宮駅‐新潟駅間）開業、下須頃の燕市との境に燕三条駅（弥彦線と接続）開設。
- 1985年4月1日 - 弥彦線の東三条駅‐越後長沢駅間（下田村）（7.9km）を廃止（列車の運行は前日まで）、越後大崎駅も廃止
- 1988年3月 - 昭栄地区再開発事業の中核をなすジャスコパルム店がオープン

#### 平成時代（旧三条市）
- 1995年6月10日 - 三条市民球場の開設記念として、プロ野球公式戦パ・リーグ・近鉄バファローズ－日本ハムファイターズ戦開催（近鉄4‐6日本ハム）。三条市民球場での唯一の一軍公式戦。
- 1997年9月16日 - 弥彦線（燕三条駅‐東三条駅間）の約2.7kmで連続立体交差事業（総事業費約123億円）が完成し、この日から同区間では高架線での運行を開始。北三条駅は高架駅となる。
- 1998年 - この頃に五十嵐川左岸土手脇に斎場建設計画が持ち上がる。しかし脇の高台に新潟県立月ヶ岡養護学校という教育機関があることから、地域住民を中心に反対運動が持ち上がる（その後、3万人強の署名が集まったにもかかわらず、斎場建設は決定している）。
- 2001年8月16日 - 三条競馬場で、新潟県競馬・三条開催の事実上最後のレース。2002年（平成14年）3月24日には、1993年（平成5年）から発売されていた日本中央競馬会の場外発売を廃止。
- 2002年9月8日 - 1887年7月創業の老舗スーパーマーケット「まるよし」が、8月29日に民事再生法の適用を申請したことにより、全店舗を閉店。
- 2004年
  - 7月13日 - 平成16年7月新潟・福島豪雨（7・13水害）。市内の死者9人、負傷者80人、罹災者23,452人（7,467世帯）、被災住家10,352棟。
  - 10月23日 - 新潟県中越地震（新潟県中越大震災）発生。三条市西裏館では震度5弱（計測震度4.9。最大加速度191.7gal）を観測。負傷者8人、住家300棟が一部損壊、公共施設など32棟に被害。交通網の寸断や風評被害などで経済的な損害も。

#### 平成時代（新市）
- 2005年
  - 6月28日 - 五十嵐川上流ダムの流入量がマニュアルに定めた数値を超えたため、嵐南・嵐北地区26,128世帯に全国で初めて「避難準備情報」を発令（これで2回目となる）。
  - 8月10日 - 三条で1時間に72mmの猛烈な雨（気象庁のアメダス観測では1976年の観測以来最大値）。竜巻と見られる突風（F0～F1）が発生し、4人が負傷、建物21棟に被害。
- 2007年7月16日 - 新潟県中越沖地震発生。新堀（栄地区）で震度5強、西裏館で震度5弱（三条地区。計測震度4.8、最大加速度117.3gal）、荻堀（下田地区）で震度4を観測。市内では負傷者32人、空家1棟が崩壊、住家111棟が一部損壊。
- 2011年7月27日 - 30日 - 平成23年7月新潟・福島豪雨発生。市内での死者1名。五十嵐川をはじめ、市内3ヶ所の堤防が決壊。一時は市内全世帯に対して避難勧告が出されたほか、浄水場の処理能力が低下して市内のほぼ全域で断水するなどの被害。
- 2018年
  - 8月23日 - 台風20号によるフェーン現象の影響で、最高気温40.4度を観測[17]。
  - 10月6日 - 午後2時40分頃、台風25号の影響で暖かい空気が南から流れ込み、10月の国内最高気温の記録を更新する36.0度を観測した[26]。

#### 令和時代
- 2019年8月15日 - 観測史上最も高い一日の最低気温30.2度を観測。同日は最高気温40.0度を観測し、2018年8月23日に次いで2度目の40度以上を観測した[17]。
- 2020年9月3日 - 9月の国内最高気温の記録を更新する40.4度を観測した[27]。

## 人口
| |                                        |  |
| 三条市と全国の年齢別人口分布（2005年） | 三条市の年齢・男女別人口分布（2005年） |  |
| ■紫色 ― 三条市 ■緑色 ― 日本全国 | ■青色 ― 男性 ■赤色 ― 女性              |  |
| 三条市（に相当する地域）の人口の推移 \| 1970年（昭和45年） \| 102,220人 \| \| \| 1975年（昭和50年） \| 105,833人 \| \| \| 1980年（昭和55年） \| 109,429人 \| \| \| 1985年（昭和60年） \| 110,568人 \| \| \| 1990年（平成2年） \| 110,228人 \| \| \| 1995年（平成7年） \| 109,584人 \| \| \| 2000年（平成12年） \| 107,662人 \| \| \| 2005年（平成17年） \| 104,749人 \| \| \| 2010年（平成22年） \| 102,292人 \| \| \| 2015年（平成27年） \| 99,192人 \| \| \| 2020年（令和2年） \| 94,642人 \| \| |                                        |  |
| 総務省統計局 国勢調査より |                                        |  |
| 1970年（昭和45年） | 102,220人                              |  |
| 1975年（昭和50年） | 105,833人                              |  |
| 1980年（昭和55年） | 109,429人                              |  |
| 1985年（昭和60年） | 110,568人                              |  |
| 1990年（平成2年） | 110,228人                              |  |
| 1995年（平成7年） | 109,584人                              |  |
| 2000年（平成12年） | 107,662人                              |  |
| 2005年（平成17年） | 104,749人                              |  |
| 2010年（平成22年） | 102,292人                              |  |
| 2015年（平成27年） | 99,192人                               |  |
| 2020年（令和2年） | 94,642人                               |  |

## 行政

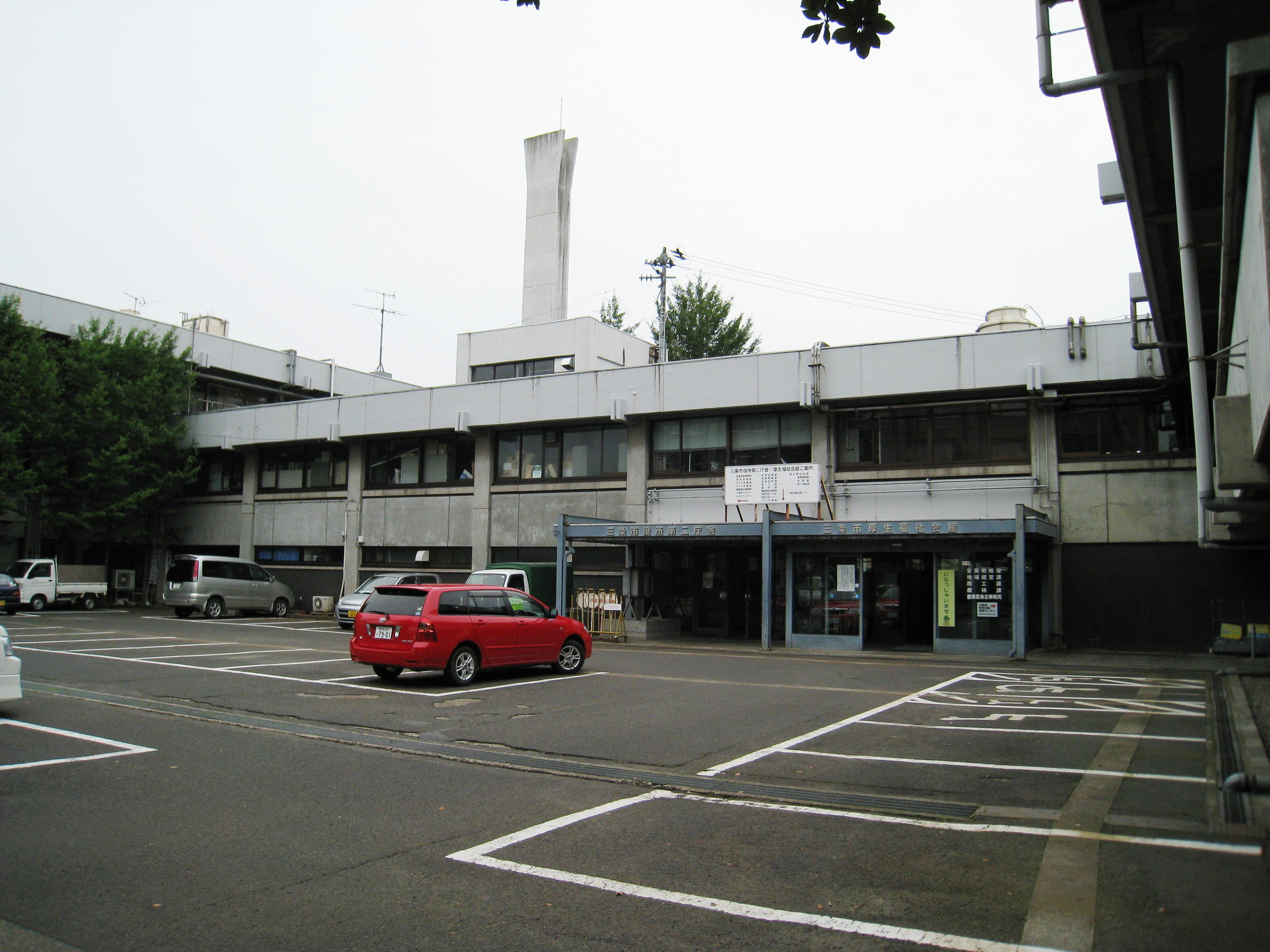
三条市役所第二庁舎

- 市長：滝沢亮

### 歴代市長
| 代   | 氏名     | 就任日         | 退任日         | 備考                                                                   |
| ---- | -------- | -------------- | -------------- | ---------------------------------------------------------------------- |
| 初代 | 高橋一夫 | 2005年6月12日  | 2006年10月17日 | 三条市長（1934年ー2005年）。任期途中で辞職。                           |
| 2代  | 國定勇人 | 2006年11月12日 | 2020年10月15日 | 当選時は全国で最年少の市長。 衆院選出馬準備のため4期目任期途中で辞職。 |
| 3代  | 滝沢亮   | 2020年11月9日  | 現職           |                                                                        |

#### 市長選挙

##### 第1回
2005年6月12日執行（無投票） ‐ 高橋一夫（67歳・無・新）が当選

##### 第2回
2006年11月12日執行
※当日有権者数：86,494人 最終投票率：62.85%（前回比：pts）
| 候補者名 | 年齢 | 所属党派 | 新旧別 | 得票数   | 得票率 | 推薦・支持 |
| -------- | ---- | -------- | ------ | -------- | ------ | ---------- |
| 國定勇人 | 34   | 無所属   | 新     | 28,866票 | 53.10% |            |
| 山井伸泰 | 59   | 無所属   | 新     | 24,927票 | 45.86% |            |

##### 第3回
2010年10月31日執行
※当日有権者数：85,377人 最終投票率：66.32%（前回比：+3.47pts）
| 候補者名 | 年齢 | 所属党派 | 新旧別 | 得票数   | 得票率 | 推薦・支持 |
| -------- | ---- | -------- | ------ | -------- | ------ | ---------- |
| 國定勇人 | 38   | 無所属   | 現     | 37,035票 | 65.40% |            |
| 山井伸泰 | 63   | 無所属   | 新     | 19,071票 | 33.68% |            |

##### 第4回
2014年10月26日執行（無投票） ‐ 國定勇人（42歳・無・現）が当選

##### 第5回
2018年10月28日執行（無投票） ‐ 國定勇人（46歳・無・現）が当選

##### 第6回
2020年11月8日執行
※当日有権者数：81,644人 最終投票率：59.82%（前回比：pts）
| 候補者名 | 年齢 | 所属党派 | 新旧別 | 得票数   | 得票率 | 推薦・支持 |
| -------- | ---- | -------- | ------ | -------- | ------ | ---------- |
| 滝沢亮   | 34   | 無所属   | 新     | 26,097票 | 53.88% |            |
| 名古屋豊 | 47   | 無所属   | 新     | 22,342票 | 46.12% |            |

## 議会

### 三条市議会
- 定数：22人
- 任期：2018年5月1日 - 2022年4月30日[30]
- 議長：佐藤和雄
- 副議長：山田富義

### 新潟県議会
- 選挙区：三条市選挙区
- 定数：2人
- 任期：2019年4月30日 - 2023年4月29日
- 投票日：2019年4月7日
- 当日有権者数：82,667人
- 投票率：49.38％

| 候補者名   | 当落 | 年齢 | 党派名     | 新旧別 | 得票数   |
| ---------- | ---- | ---- | ---------- | ------ | -------- |
| 河原井拓也 | 当   | 34   | 自由民主党 | 新     | 13,618票 |
| 杉井旬     | 当   | 57   | 無所属     | 新     | 11,951票 |
| 坂田光子   | 落   | 64   | 無所属     | 元     | 10,088票 |
| 藤田博史   | 落   | 49   | 無所属     | 現     | 4,504票  |

### 衆議院
- 選挙区：新潟4区（新潟市の一部、長岡市の一部、三条市、加茂市、見附市、南蒲原郡）
- 任期：2021年10月31日 - 2025年10月30日
- 投票日：2021年10月31日
- 当日有権者数：307,471人
- 投票率：64.17％

| 当落 | 候補者名   | 年齢 | 所属党派   | 新旧別 | 得票数   | 重複 |
| ---- | ---------- | ---- | ---------- | ------ | -------- | ---- |
| 当   | 菊田真紀子 | 52   | 立憲民主党 | 前     | 97,494票 | ○    |
| 比当 | 国定勇人   | 49   | 自由民主党 | 新     | 97,256票 | ○    |

## 警察
- 三条警察署

### 交番
- 東三条駅前交番
- 神明町交番
- 三条駅前交番
- 五ノ町交番
- 燕三条駅交番
- 下田交番

### 駐在所
- 保内駐在所
- 井栗駐在所
- 大崎駐在所
- 本成寺駐在所
- 尾崎駐在所
- 若宮駐在所
- 大面駐在所
- 八木前駐在所

## 経済

### 農業

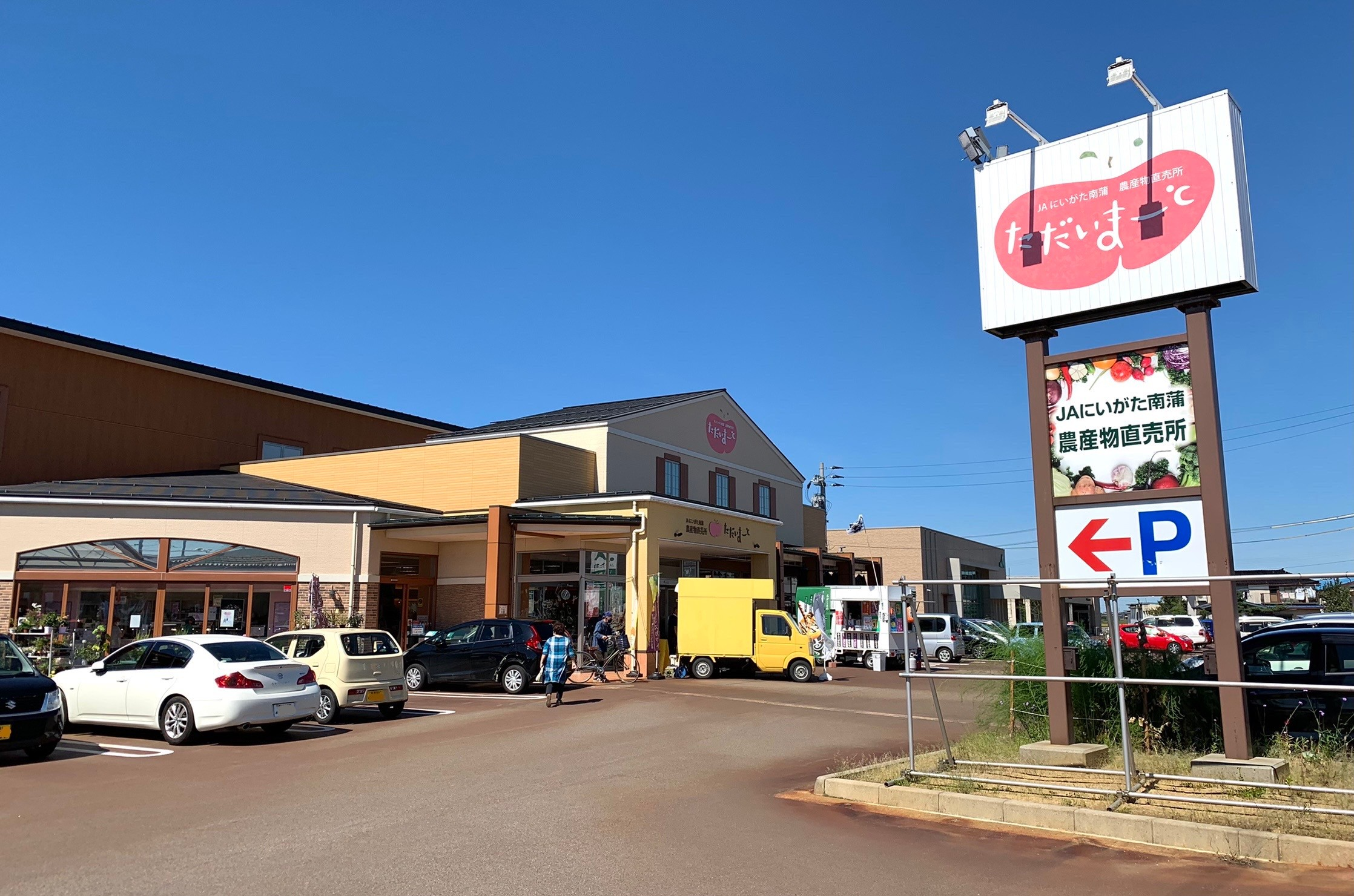
2016年7月にオープンしたJAにいがた南蒲(現:JAえちご中越)の農産物直売所「ただいまーと」

コシヒカリなどの稲作のほか、下田郷ではサツマイモ「越紅」の生産が盛ん。

### 植木・造園業
保内地区は、昭和中期には埼玉県川口市、愛知県稲沢市と並ぶ「日本三大植木生産地」として知られていた。現在でも植木業者の展示見本場（オープンガーデン）が多数所在する。

### 鉱工業

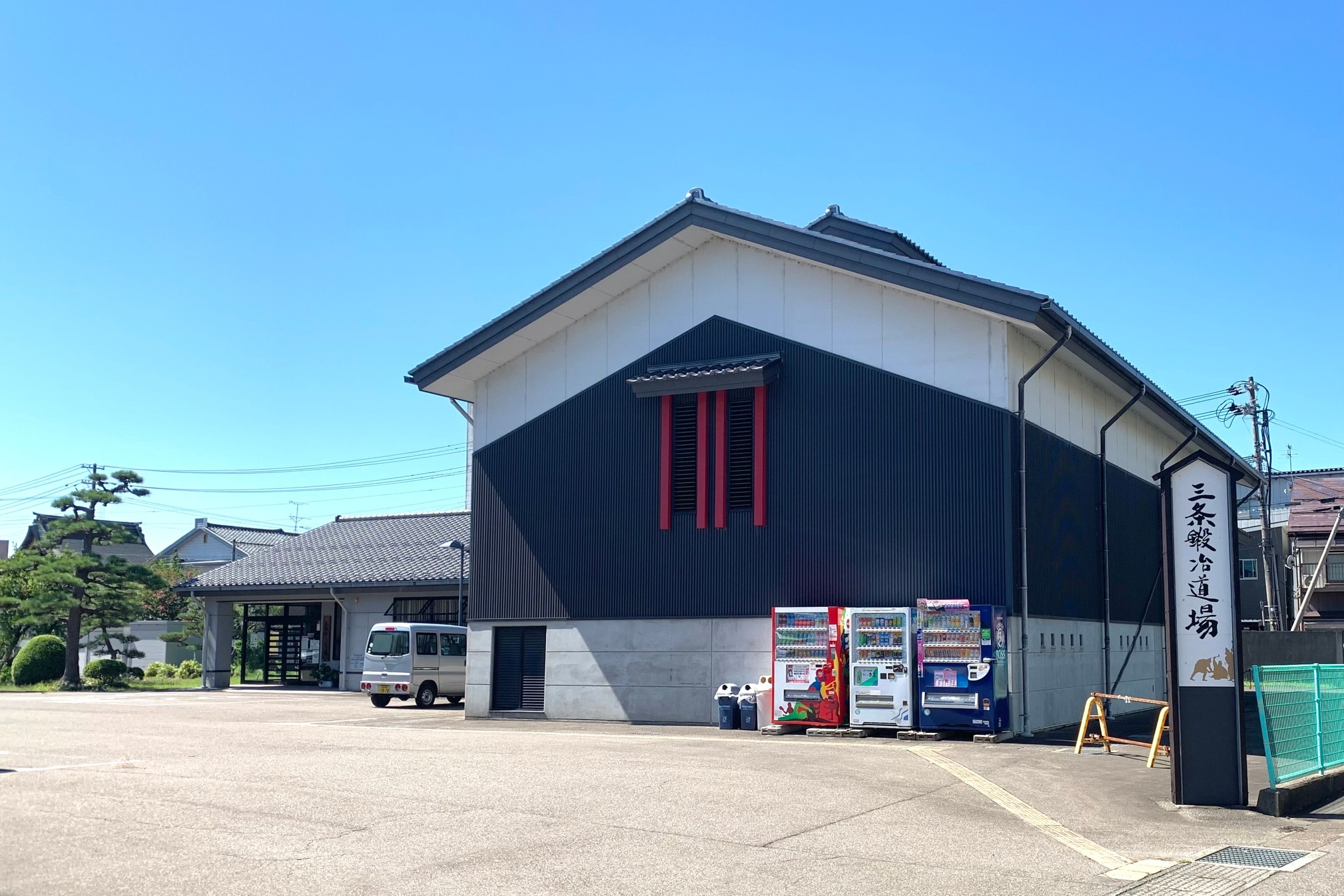
三条鍛冶道場

- 包丁や工具など金物工業が盛んで、全国的に有名。高橋元市長も元々は江戸時代から続く金物卸業の会長である。
  - 市内で企画されたローカルヒーロー「スーパー鍛冶レンジャー」も金物に因んでいる。
- 人口比での社長の割合が日本一多い街として知られている。
- 大正期から昭和期にかけては大面油田にて石油の採掘が行われていた。

### 三条市における金物業の歴史
17世紀初頭、毎年のように起こる風水害に疲弊した三条・燕地域の領民を救うため、三条城に在任していた出雲崎陣屋代官の大谷清兵衛が、江戸から和釘の鍛冶職人を招き、農民の副業として和釘製造を奨励した。これが三条鍛冶の始まりである。
1661年（寛文元年）に会津地方から鋸、鉈などの新しい製法が伝来し、三条町の鍛冶は一層盛んになった。製品の種類が増えたことにより、18世紀後半になると、今まで地元や近郷だけを商圏としていた地廻り金物商人が遠方へも足を伸ばす金物行商人として本格的に活動を始めた。金物問屋と鍛冶屋の結びつきは非常に強くなり、問屋の指導により和釘の生産を減らし、明治初期には鎌、銚、小刀、包丁、鋸が中心になっていった。

### 市内の主な企業
- 暖房器具製造メーカー、コロナの本社所在地。
※同じく暖房器具製造メーカーのダイニチ工業も三条が創業地でありかつては市内に本社を構えていた。（現在のダイニチ工業の本社所在地は新潟市南区）
- ホームセンター大手、アークランズの本社所在地。
※同じくホームセンター大手のコメリも三条が創業地でありかつては市内に本社を構えていた。（現在のコメリの本社所在地は新潟市南区）
- アウトドア用品、生活用品製造メーカー、パール金属の本社所在地（「CAPTAIN STAG」ブランドで商品を展開）。
- キャンプ用品製造販売、スノーピークの本社所在地。
- プラスチック製の収納用品や園芸品などの製造、JEJアステージの本社所在地
- 機械・鍛造メーカー、三條機械製作所の本社所在地。
- 外食産業、サルーンの本社所在地
- 外食産業（スーパーマーケット、事業所向け仕出し弁当宅配等）、オーシャンシステムの本社所在地。
- カタログギフト販売企業、ハーモニックの本社所在地。
- 食品製造卸売企業、ミリオングループの本社所在地。
- スポーツ・レジャー・アウトドア用品卸売業、カワセの本社所在地。(「BUNDOK」ブランド等で商品を展開)
- 印刷紙器製造業　プラスパッケージ(旧•中央製版)の本社所在地
- 加工食品メーカー、日本ハム惣菜の本社所在地。

### 商工会議所・商工会
- 三条商工会議所
- 栄商工会
- 下田商工会

### 産業関連の施設

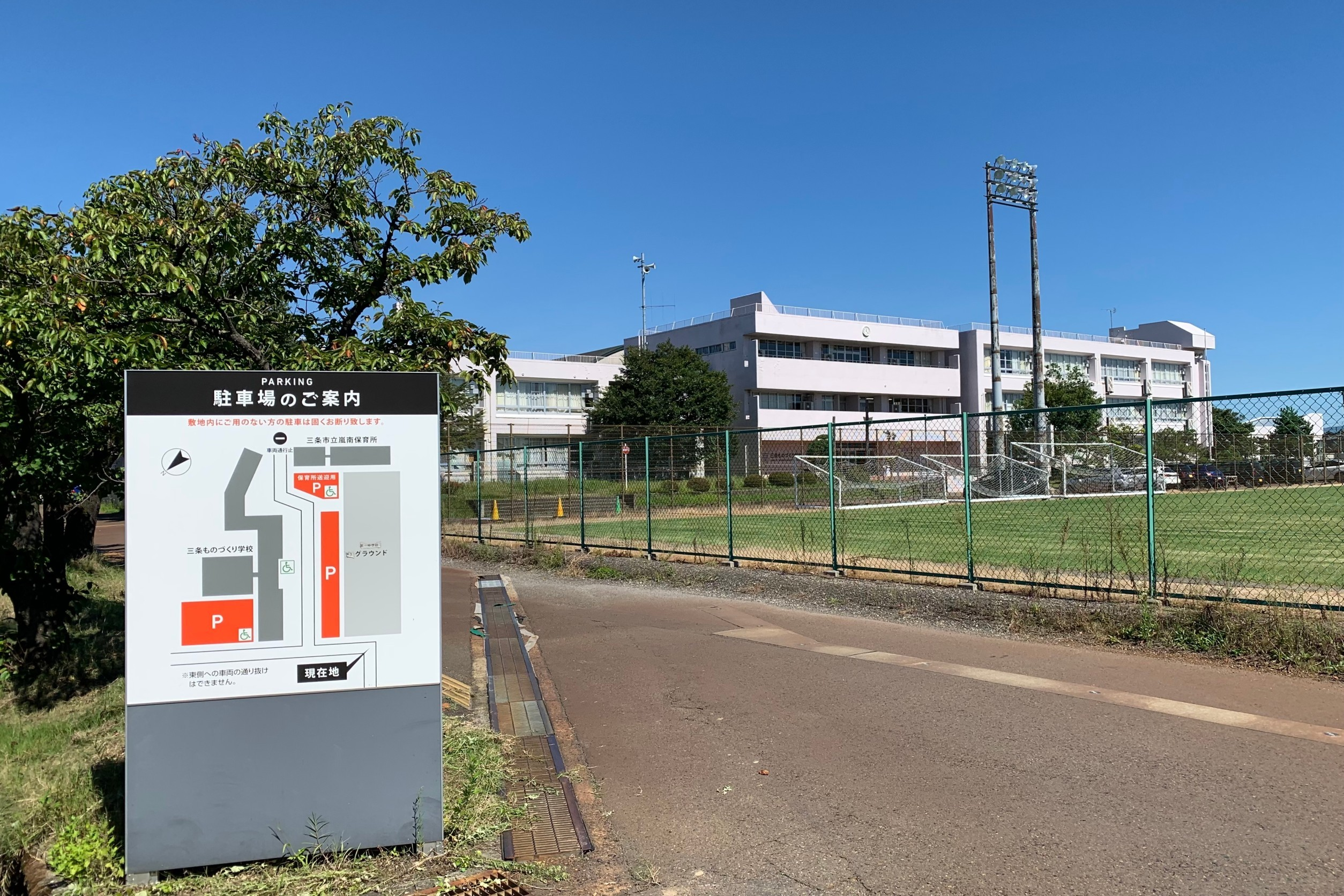
三条ものづくり学校

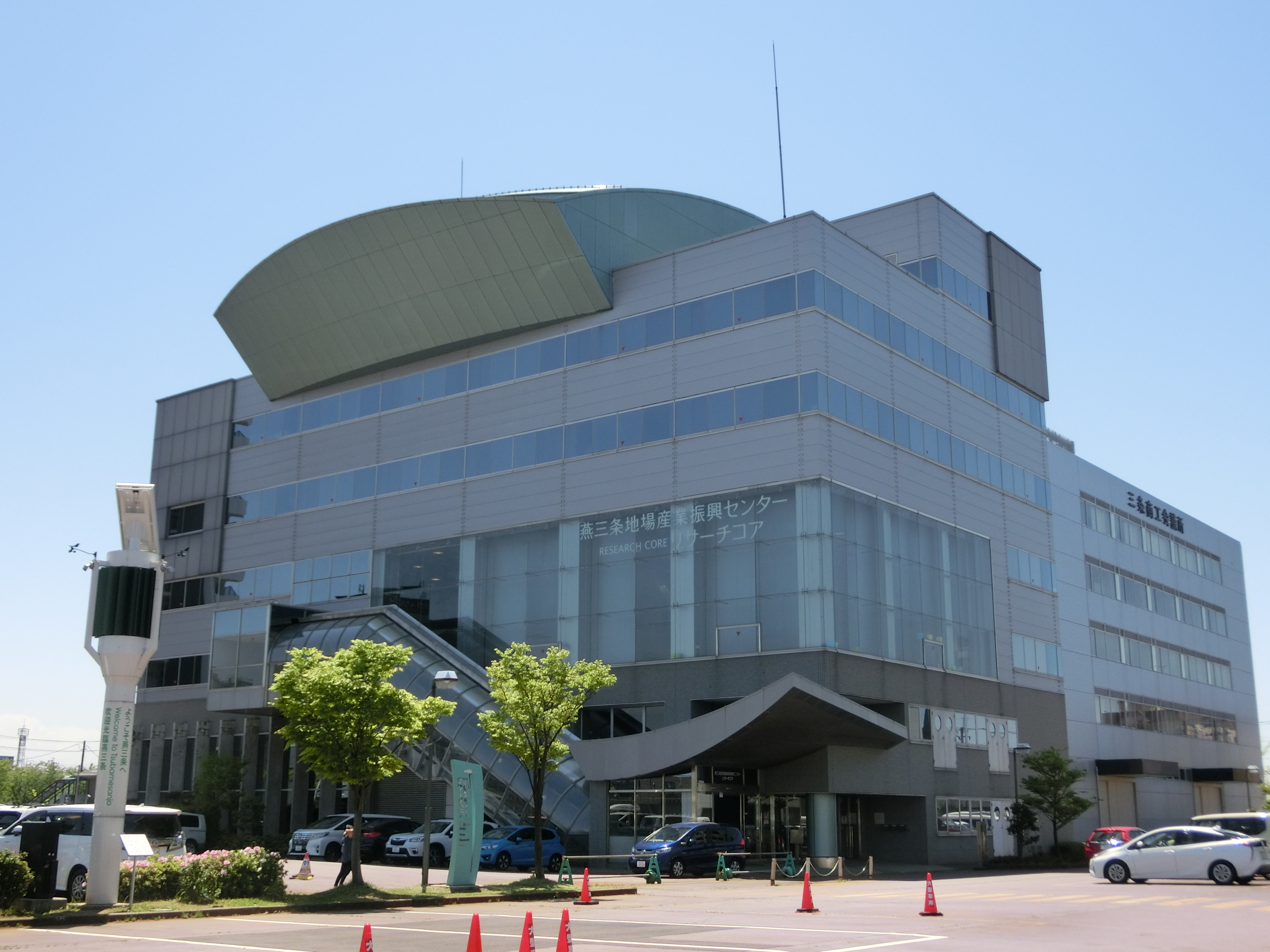
三条・燕地域リサーチコア

- 三条ものづくり学校 - 閉校になった市立南小学校の校舎を民間企業のノウハウによりリノベーションした施設で、2015年（平成27年）4月オープン[35]。ワーキングスペースやギャラリー、カフェ、レンタルルームなどを備え、多くの事業者が入居するほか、イベントも行われる[35]。
- 燕三条地場産業振興センター
  - メッセピア
  - リサーチコア

### 伝統産業
- 三条仏壇
- 越後三条打刃物

## 姉妹都市・提携都市
- ヴォーン市（カナダ・オンタリオ州）
1993年10月18日姉妹都市締結
- 鄂州市（中国・湖北省）
1994年4月28日友好都市締結

## 教育

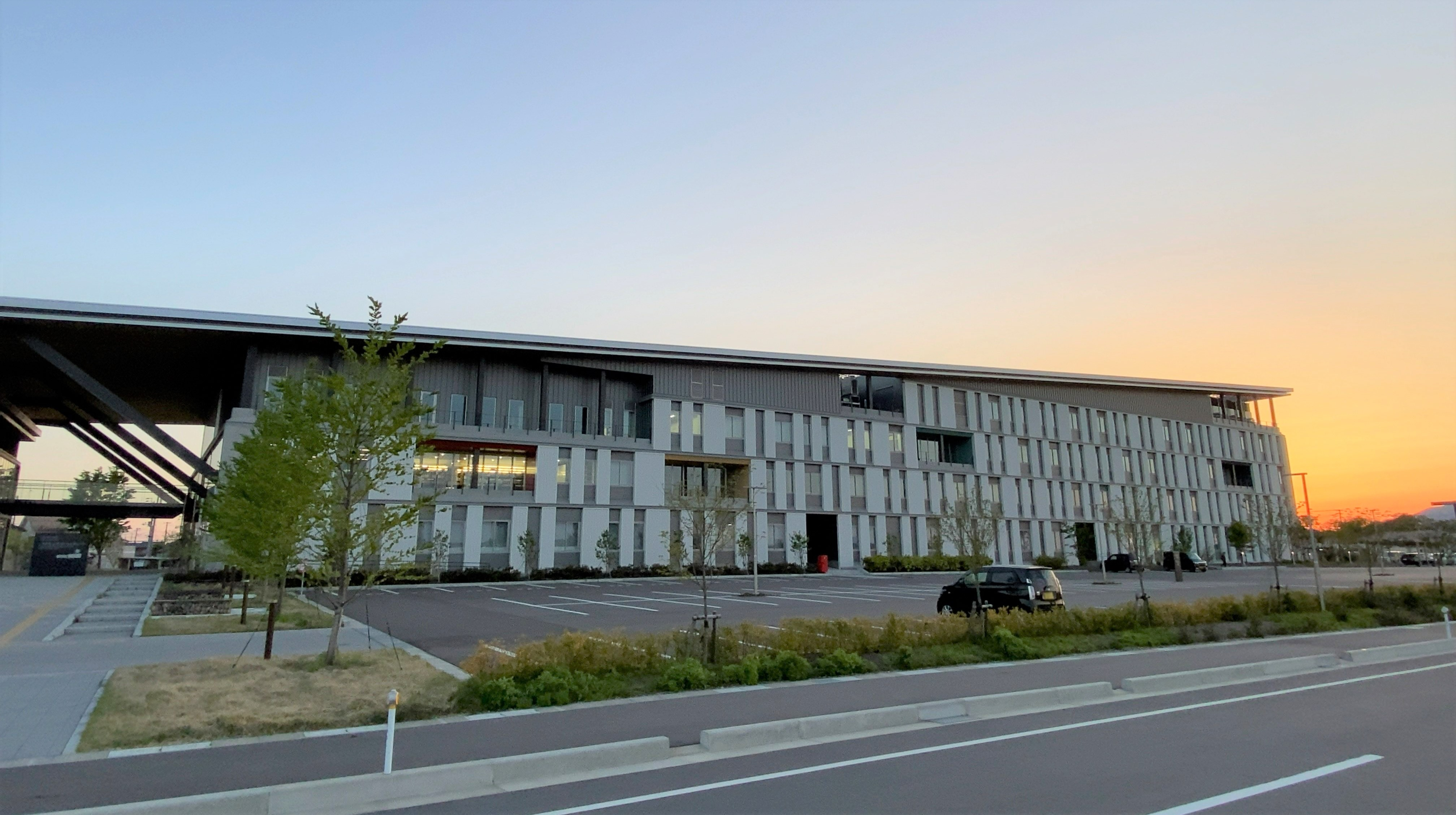
三条市立大学

小中一貫教育が導入されており、2009年度よりモデル校で、2010年度より市内すべての公立小中学校において連携型（施設分離型）の形式で試行が始まった。2014年度には第一中学校と嵐南小学校の一体型校舎が開校し、一体型（施設一体型）の小中一貫教育が始まった。2017年4月から三条市内のすべての小中学校が併設型小学校・中学校へ移行し、各中学校区の学園呼称を決定した。

### 大学
- 三条市立大学（須頃地区に2021年開学）[42]

### 専門学校
- 三条看護・医療・歯科衛生専門学校（公設民営、2020年4月開学）[43]

### 高等学校
- 新潟県立三条高等学校
- 新潟県立三条東高等学校
- 新潟県立三条商業高等学校
- 新潟県立新潟県央工業高等学校

### 義務教育学校
| 校名             | よみ     | 児童数（前期） | 生徒数（後期） |                                                   |
| ---------------- | -------- | -------------- | -------------- | ------------------------------------------------- |
| 三条市立大崎学園 | おおさき | 518            | 265            | 2018年4月に三条市立大崎小学校、同大崎中学校を改編 |

- 児童・生徒数は2024年5月1日現在[44]。

### 併設型小中一貫校
| 学園名             | 校名                                                                     | よみ             | 略通称       | 生徒数 |
| ------------------ | ------------------------------------------------------------------------ | ---------------- | ------------ | ------ |
| 三条嵐南学園       | 三条市立第一中学校                                                       | だいいち         | イッチュウ   | 414    |
| 三条嵐南学園       | 三条市立嵐南小学校（2014年4月1日に四日町小・条南小・南小を統合して開校） | らんなん         |              | 784    |
| 一ノ木戸ポプラ学園 | 三条市立第二中学校                                                       | だいに           | ニチュウ     | 292    |
| 一ノ木戸ポプラ学園 | 三条市立一ノ木戸小学校                                                   | いちのきど       |              | 574    |
| 三条学園           | 三条市立第三中学校                                                       | だいさん         | サンチュウ   | 256    |
| 三条学園           | 三条市立裏館小学校                                                       | うらだて         | ウラショウ   | 455    |
| 三条学園           | 三条市立上林小学校                                                       | かんばやし       | カンバ       | 98     |
| 四つ葉学園         | 三条市立第四中学校                                                       | だいし           | ヨンチュウ   | 200    |
| 四つ葉学園         | 三条市立井栗小学校                                                       | いぐり           |              | 186    |
| 四つ葉学園         | 三条市立旭小学校                                                         | あさひ           |              | 56     |
| 四つ葉学園         | 三条市立保内小学校                                                       | ほない           |              | 104    |
| 瑞穂学園           | 三条市立本成寺中学校                                                     | ほんじょうじ     | ホンチュウ   | 232    |
| 瑞穂学園           | 三条市立西鱈田小学校                                                     | にしたらだ       |              | 191    |
| 瑞穂学園           | 三条市立月岡小学校                                                       | つきおか         |              | 290    |
| 三条おおじま学園   | 三条市立大島中学校                                                       | おおじま         | シマチュウ   | 65     |
| 三条おおじま学園   | 三条市立大島小学校                                                       | おおじま         |              | 50     |
| 三条おおじま学園   | 三条市立須頃小学校                                                       | すごろ           |              | 106    |
| さかえ学園         | 三条市立栄中学校（旧栄町立栄中学校）                                     | さかえ           | サカエチュウ | 285    |
| さかえ学園         | 三条市立栄中央小学校（旧栄町立中央小学校）                               | さかえちゅうおう |              | 202    |
| さかえ学園         | 三条市立栄北小学校（旧栄町立北小学校）                                   | さかえきた       |              | 89     |
| さかえ学園         | 三条市立大面小学校（旧栄町立大面小学校）                                 | おおも           |              | 124    |
| しただの郷学園     | 三条市立下田中学校（旧下田村立下田中学校）                               | しただ           | シタチュウ   | 196    |
| しただの郷学園     | 三条市立長沢小学校（旧下田村立長沢小学校）                               | ながさわ         |              | 82     |
| しただの郷学園     | 三条市立笹岡小学校（旧下田村立笹岡小学校）                               | ささおか         |              | 40     |
| しただの郷学園     | 三条市立大浦小学校（旧下田村立大浦小学校）                               | おおうら         |              | 41     |
| しただの郷学園     | 三条市立森町小学校（旧下田村立森町小学校）                               | もりまち         |              | 68     |
| しただの郷学園     | 三条市立飯田小学校（旧下田村立飯田小学校）                               | いいだ           |              | 84     |

- 児童・生徒数は2024年5月1日現在[44]。

### 閉校した小学校
| 校名                                                                              | よみ       |
| --------------------------------------------------------------------------------- | ---------- |
| 旧三条市立三条小学校（2017年3月31日に閉校、裏館小に統合）                         | さんじょう |
| 旧三条市立四日町小学校（2014年3月に閉校、嵐南小に統合）                           | よっかまち |
| 旧三条市立条南小学校（2014年3月に閉校、嵐南小に統合）                             | じょうなん |
| 旧三条市立南小学校（2014年3月に閉校、嵐南小に統合）                               | みなみ     |
| 旧三条市立荒沢小学校（旧下田村立荒沢小学校）（2014年3月31日に閉校、森町小に統合） | あらさわ   |
|                                                                                   |            |

### 幼稚園[46]
- 宝塔院幼稚園
- 三条市立南幼稚園（2012年3月31日で閉園）
- 三条みのり幼稚園（2016年3月31日で閉園）
- 三条若葉幼稚園（2018年3月31日で閉園）

### 認定こども園[47]
- 聖公会聖母こども園
- 認定こども園松葉幼稚園
- 川通どれみこども園
- 石上どれみこども園
- 認定こども園インマヌエル・ルーテル幼稚園
- 認定こども園三条白百合幼稚園（2024年4月より認定こども園に移行[48]）
- 認定こども園Sanjo森のようちえん

### 特別支援学校
- 新潟県立月ヶ岡特別支援学校

### 学校教育以外の施設

#### 職業訓練校
- 三条市高等職業訓練校（職業訓練法人三条職業訓練協会が運営する認定職業訓練施設）[49]
  - 普通課程：木造建築科
  - 専修訓練課程：建築製図科

#### 公共職業能力開発施設
- 新潟県立三条テクノスクール（職業能力開発校）[50]

#### 研修機関
- 中小企業大学校三条校[51]

#### 公立保育所[52]
- 三条市立裏館保育所（2018年4月に旧旭保育所と統合し新設[52]）
- 三条市立保内保育所
- 三条市立嵐南保育所
- 三条市立鱈田保育所
- 三条市立須頃保育所
- 三条市立月岡保育所
- 三条市立塚野目保育所
- 三条市立栄中央保育所
- 三条市立千代が丘保育所

#### 私立保育園[53]
- 本成寺保育園
- 北陽保育園
- つくし保育園
- ふじの木保育園
- 第二つくし保育園
- きらきら保育園
- ひまわり保育園
- にじいろ保育園
- おぎぼり保育園
- なでしこ青空保育園
- あいあい保育園
- いいだ保育園
- 一ノ門わくわく保育園（2025年7月に認定こども園へ移行予定[54]）
- 田島わくわく保育園（2025年7月に認定こども園へ移行予定[54]）
- あらさわ保育園

#### 認可外保育施設[55]
- 月岡わくわくちびっこ園
- 富永草野病院院内保育室
- 託児所ニコニコルー夢
- 三之町病院附属保育所
- 企業主導型保育園どれみっこ
- 本寺小路わくわくちびっこ園

#### 地域型保育事業実施施設
- 済生会三条病院附属保育園たんぽぽ
- 済生会新潟県央基幹病院併設なでしこぽかぽか保育園
- ハッピー第六保育園
- ハッピー第七保育園
- あさひ保育園（2025年4月に開設予定[54]）

## 施設

### 図書館

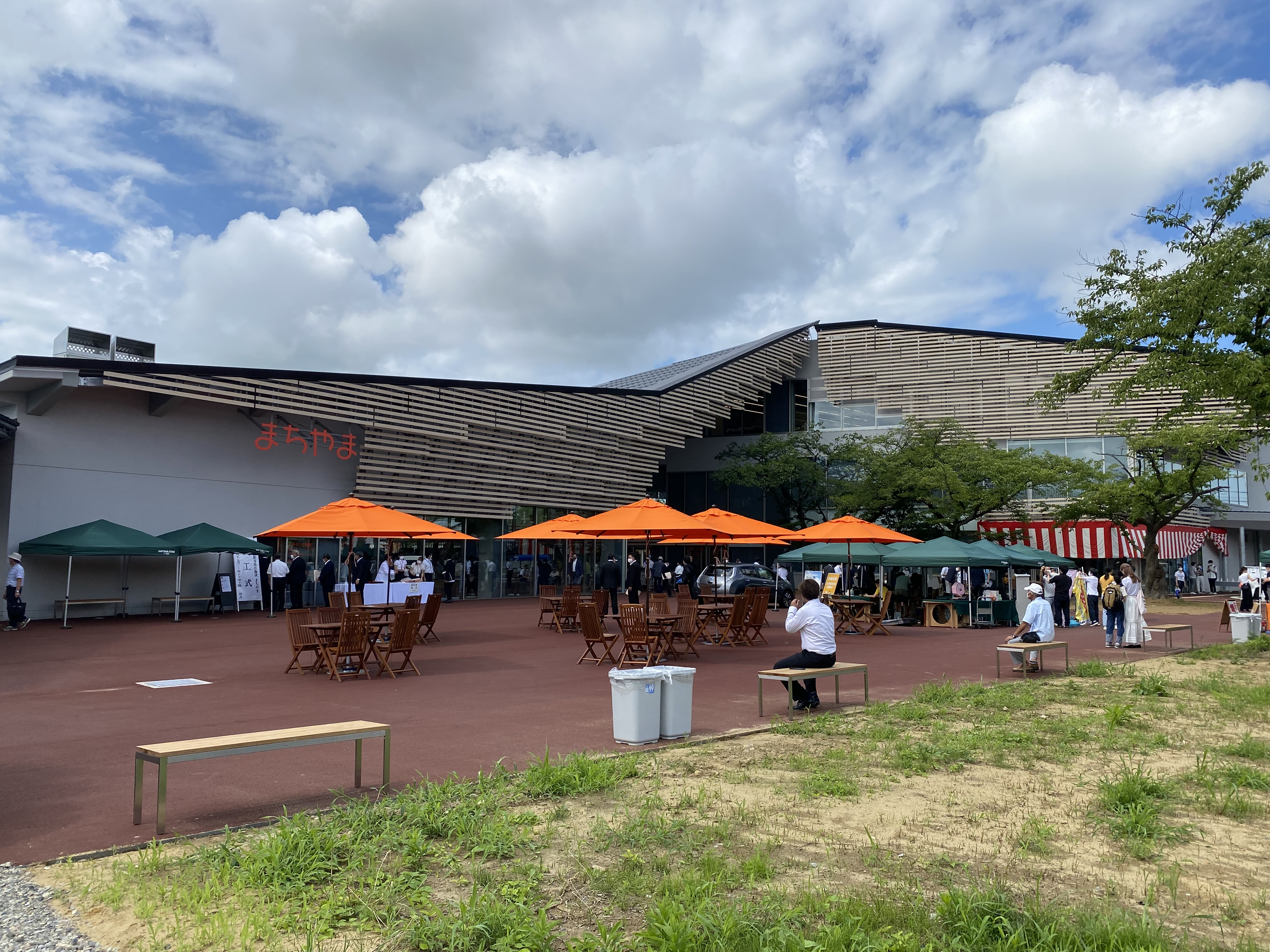
三条市図書館等複合施設「まちやま」

- 三条市立図書館

### スポーツ施設
- 三条市体育文化会館

- 三条市民プール
- 三条市グリーンスポーツセンター
- 三条市下田体育館
- 三条市下田野球場
- ウェルネスしただ(下田郷資料館)[58]
- 三条市民球場
- 三条市栄体育館
- 三条市大面体育館
- 三条市栄野球場
- 三条市塚野目野球場
- 三条・燕総合グラウンド
- 六ノ町河川緑地テニスコート
- 直江テニスコート[59]

### 医療
- 済生会新潟県央基幹病院

- 新潟県済生会三条病院

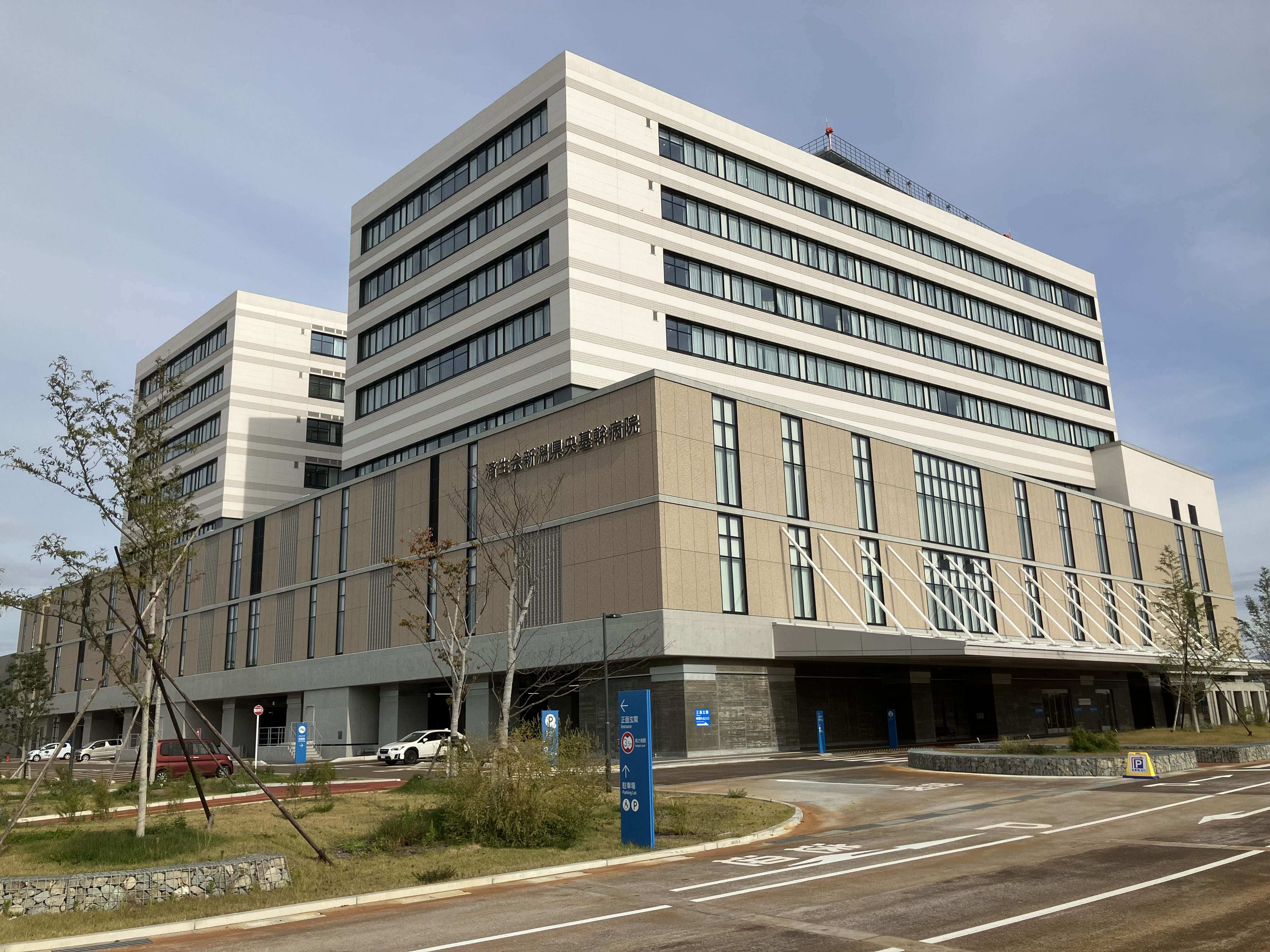
済生会新潟県央基幹病院

- 三条総合病院（基幹病院への統合のため令和6年2月閉院[60]）

### マスコミ

#### 新聞社
- 三條新聞社
- 越後ジャーナル社（2019年9月廃刊）

#### ケーブルテレビ
- NCT三条局

#### コミュニティFM
- 燕三条エフエム放送（ラヂオは～と）

## 交通

### 鉄道
市内を走るJR線全域（上越新幹線を除く）は新潟近郊区間に指定されており、東三条駅と三条駅には自動改札機が設置されている。弥彦線では1990年代に連続立体交差事業が行われた。
- 東日本旅客鉄道（JR東日本）
  - 上越新幹線
燕三条駅
  - 信越本線
帯織駅 - 東光寺駅 - 三条駅 - 東三条駅 - 保内駅
  - 弥彦線
燕三条駅 - 北三条駅 - 東三条駅（終点）
- 中心となる駅：東三条駅（市内で唯一のみどりの窓口設置駅）

#### かつて存在した鉄道
- 日本国有鉄道
  - 弥彦線
越後大崎駅 - 大浦駅 - 越後長沢駅

### バス

当市域周辺のバス路線図。

#### 高速バス
- 新潟･長岡～東京線
三条燕BS
- 三条･長岡～京都･大阪線
越後交通三条営業所 - 東三条駅前 - 栄BS
- ときライナー（県内線）
  - 長岡～新潟線、柏崎～新潟線、上越(高田･直江津)～新潟線
栄BS - 三条燕BS
  - 東三条線
東三条駅前 - 一の木戸 - 一の木戸商店街 - 本町一丁目 - 本町三丁目 または 本町四丁目 - 本町六丁目 - 競馬場前 - 下須頃 - 三条・燕インター前

#### 路線バス
- 越後交通[61]
  - 東三条駅前＝八王寺＝燕駅前線
  - 東三条駅前・燕駅前＝分水駅前＝渡部＝寺泊線
  - 東三条駅前＝今町＝中之島＝長岡駅前線
  - 東三条駅前＝宮の浦＝加茂駅前線
  - 東三条駅前＝八木ヶ鼻温泉線
  - 東三条駅前＝大面線
  - 東三条駅前＝本町・済生会三条病院線
  - 東三条駅前＝塚野目＝三条営業所線
  - 長沢駅跡＝福沢線
  - 三条＝吉田＝弥彦線（弥彦競輪開催日運行）
  - 高校生通学ライナー
  - 三条市循環バス「ぐるっとさん」[62]

- ウエスト観光バス[63]
  - 東三条駅～新飯田線
2024年6月、新潟交通観光バスより移管[63][64]
- 新潟交通観光バス[65]
  - 大島病院前－井土巻神社前－燕駅前線
- 井栗区自治会[66]
  - 井栗地区コミュニティバス（自治会内在住者限定）

### タクシー
- 三条タクシー
- エスタクシー
- 中越交通
- 日の丸観光タクシー
- 三条市デマンド交通「ひめさゆり」[67]
  - 運行会社：エスタクシー、三条タクシー、中越交通、日の丸観光タクシー

### 道路
市内中心部は狭隘部が多く、そのために一方通行も多い。また五十嵐川に比べて信濃川に架かる橋梁が少ないため、朝夕に主要道で交通渋滞が発生する。

#### 高速自動車国道
- E8北陸自動車道
栄SIC・PA・BS - 三条燕IC・BS（所在地は燕市）

#### 一般国道

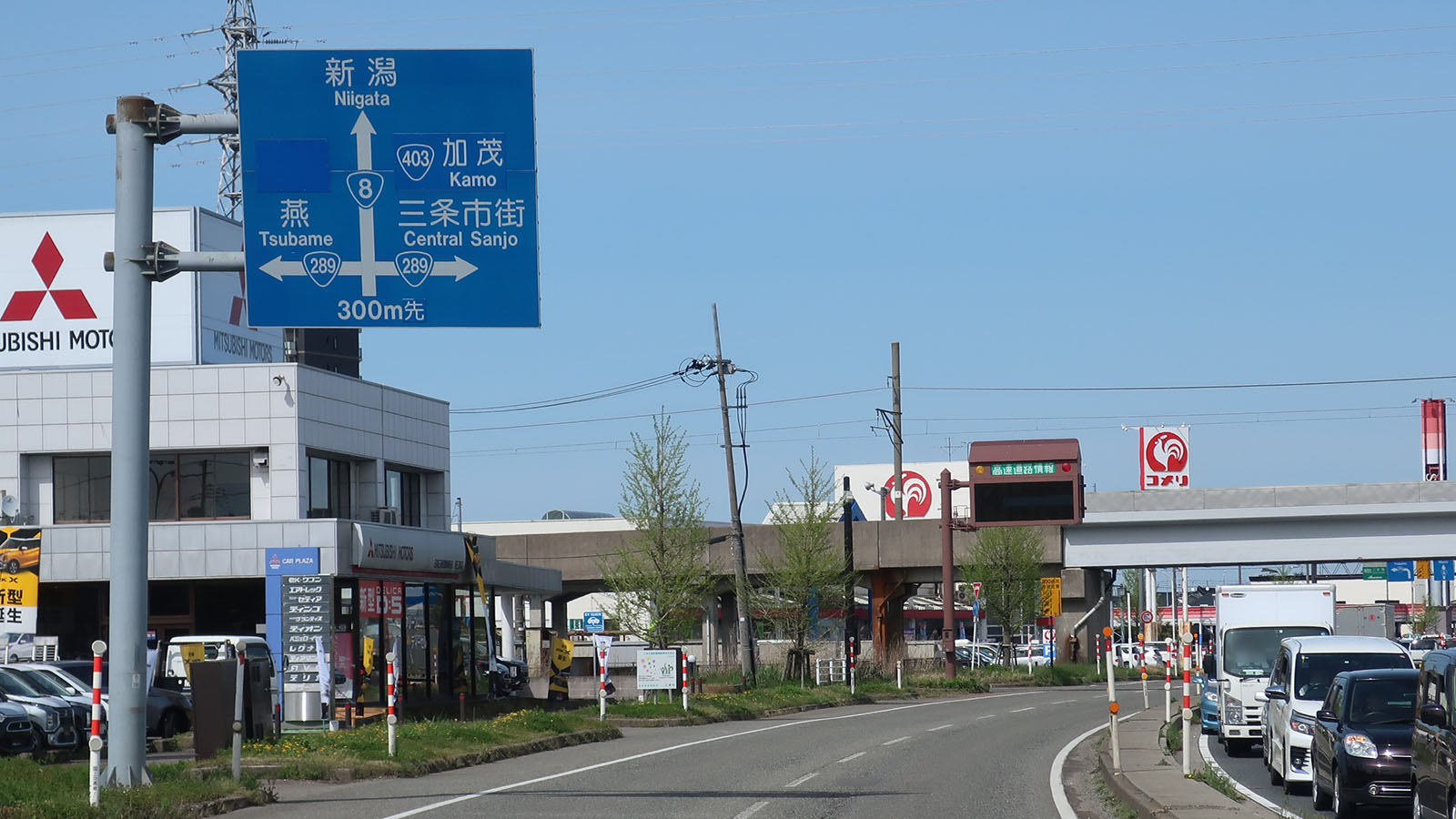
市内の須頃2丁目を走る国道8号（三条バイパス）。高架はJR弥彦線。

- 国道8号（国道17号と重複）
- 国道289号（第二産業道路）
- 国道290号
- 国道403号（三条北バイパス）

#### 県道

##### 主要地方道
- 新潟県道1号新潟小須戸三条線
- 新潟県道8号長岡見附三条線
- 新潟県道9号長岡栃尾巻線
- 新潟県道35号三条停車場線

##### 一般県道
| - 新潟県道106号三条停車場四日町線 - 新潟県道107号帯織停車場大面線 - 新潟県道121号東三条停車場線（第一産業道路） - 新潟県道165号見附分水線 - 新潟県道183号鞍掛八木向線 - 新潟県道212号大面保内線 | - 新潟県道213号下田見附線 - 新潟県道256号分水栄線 - 新潟県道260号三条八王寺線 - 新潟県道281号森町鹿峠線 - 新潟県道331号三条下田線 - 新潟県道337号坂井猪子場新田線 | - 新潟県道355号仙見守門公園線 - 新潟県道409号牛ヶ首笹岡線 - 新潟県道471号鹿熊中浦線 - 新潟県道537号塚野目代官島線 - 新潟県道546号駒込北潟線 |

#### その他の主な道路
- 三条都市計画道路3.3.1 大島東大崎線（289号バイパス・予定）[68]
- 三条都市計画道路3.4.10 新保裏館線（別名：南北縦貫道路、通称：三条の背骨）[69]
- 三条都市計画道路3.5.27 西大崎西本成寺線（略称：西西線、通称：嵐南（らんなん）バイパス）[70]

#### 道の駅
- 道の駅漢学の里しただ（かんがくのさとしただ）：三条市下田地域（旧南蒲原郡下田村）
- 道の駅燕三条地場産センター（つばめさんじょうじばさんセンター）：三条市大島・須頃地区
- 道の駅庭園の郷保内：三条市嵐北地区

## 名所・旧跡・観光スポット

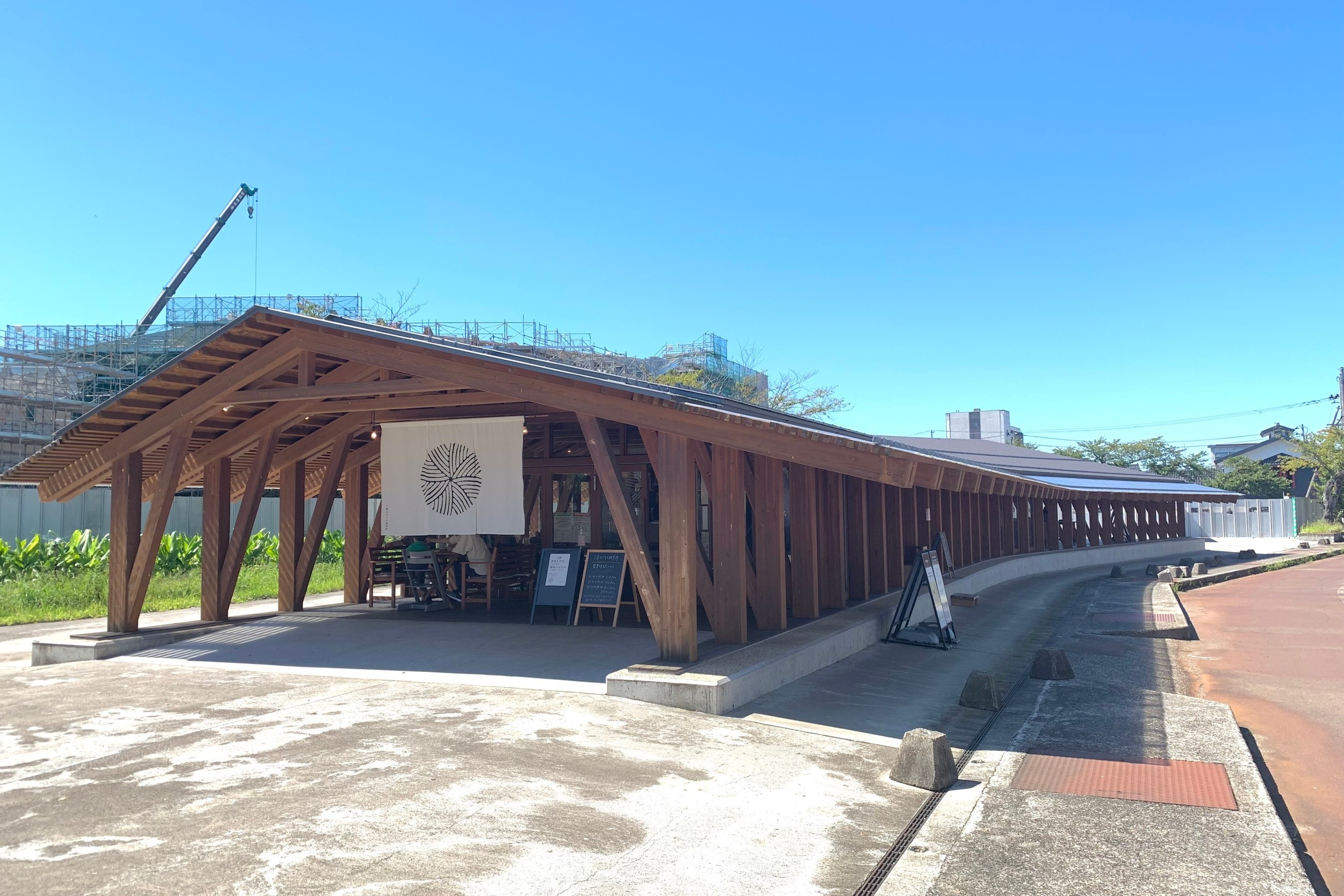
ステージえんがわ

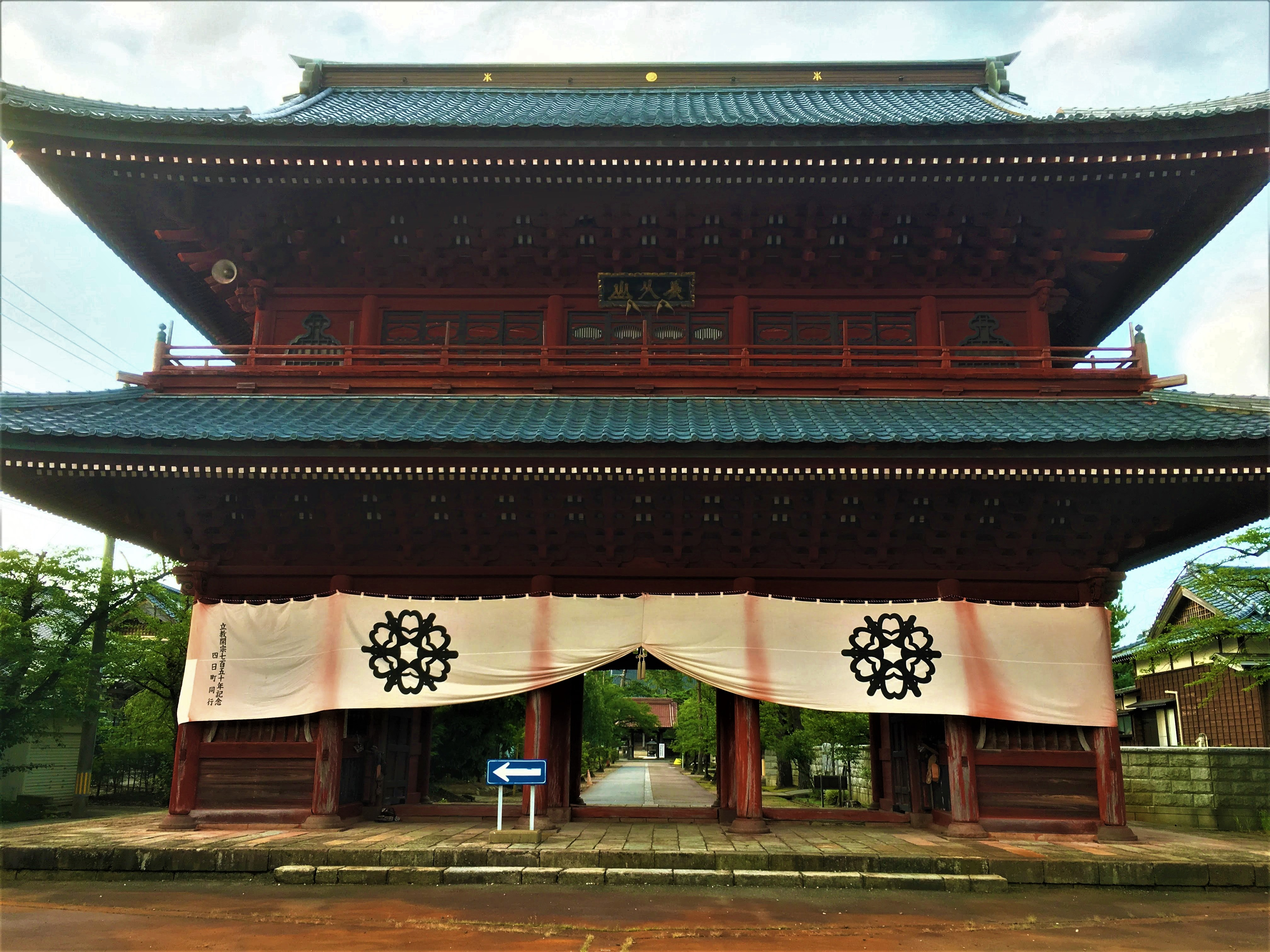
法華宗陣門流総本山本成寺

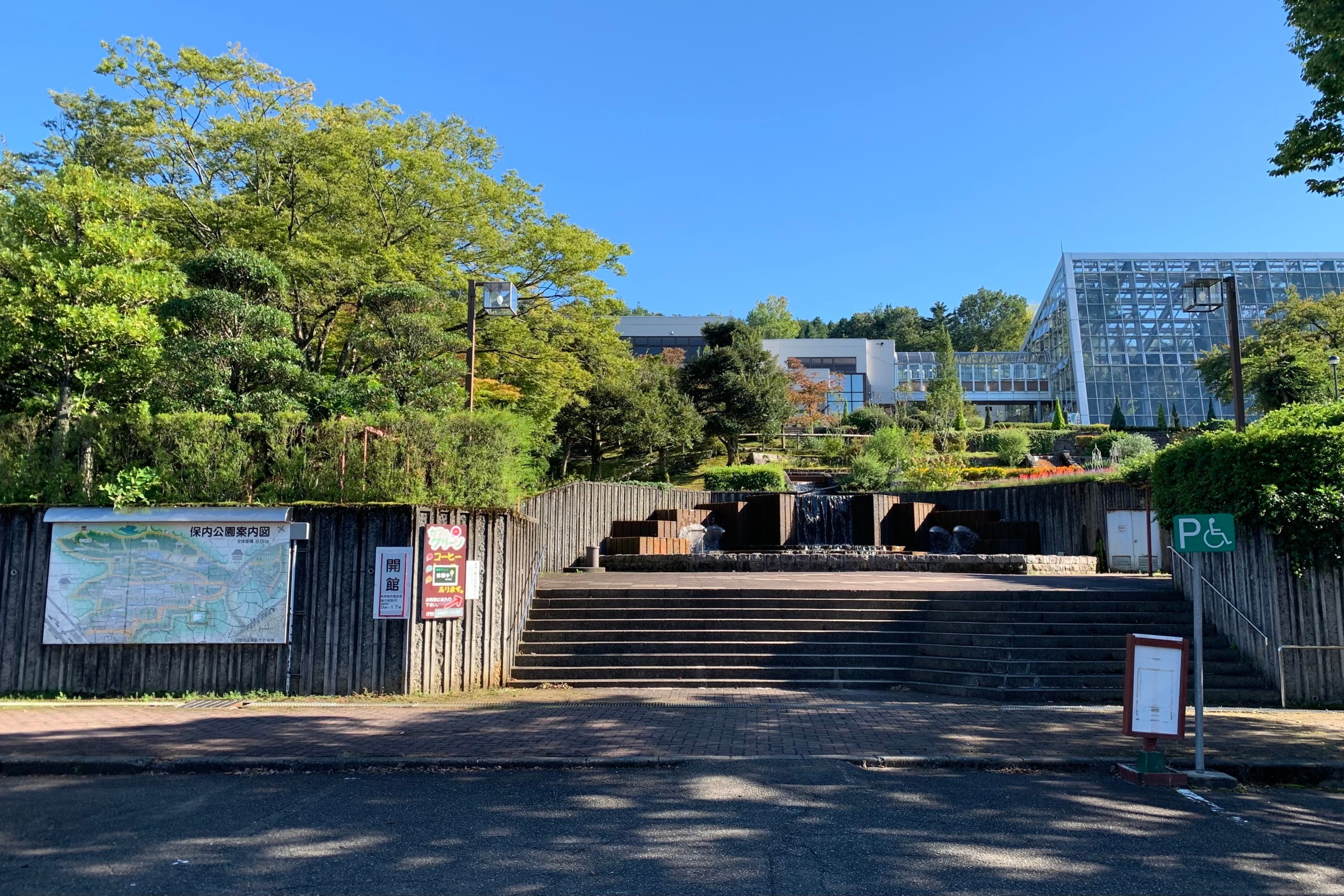
保内公園

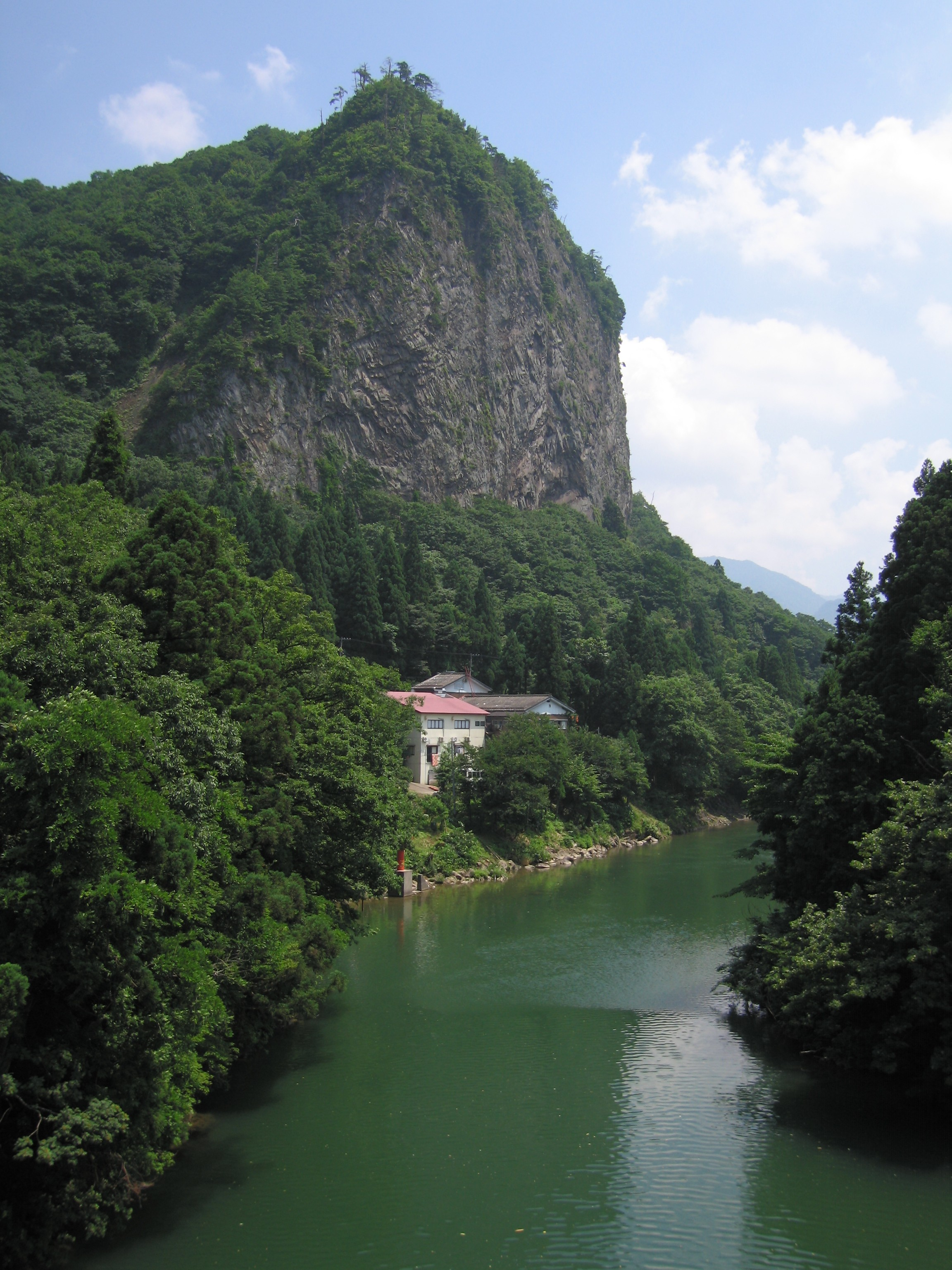
八木ヶ鼻

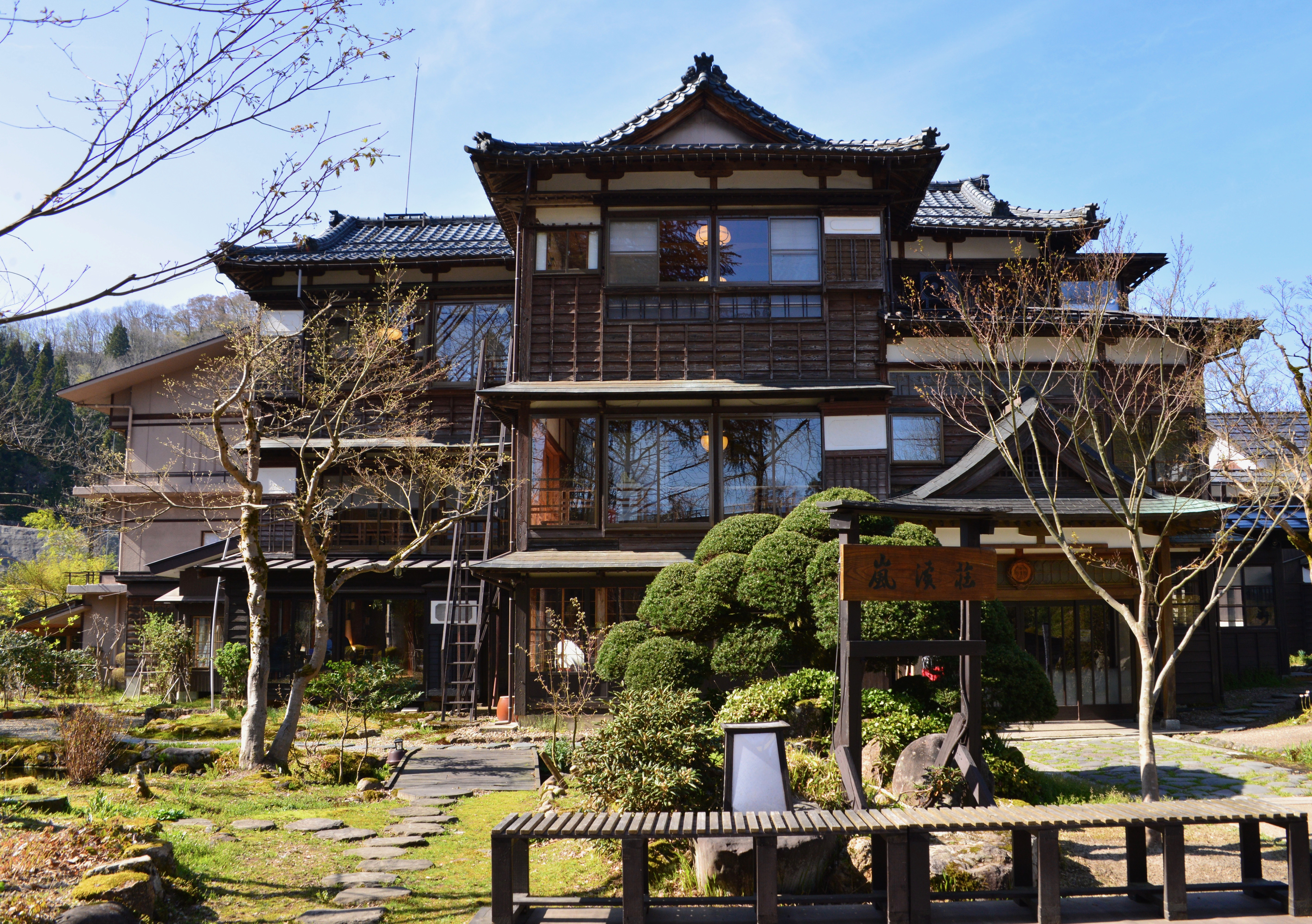
越後長野温泉

- ステージえんがわ - 2016年（平成28年）3月に北三条駅前にオープンした施設で、「三条スパイス研究所」を中心に延長79.8 mの「縁側」を持つ特殊な構造となっている[71][72]。
- 三条鍛冶道場 - 鍛冶体験場、展示場などを備えた施設として計画され[73]、2005年4月オープン[74]。
- 三条市歴史民俗産業資料館
- 下田の森の美術館 - 2007年4月開館、2022年12月閉館[75][76]。
- 真宗大谷派三条別院
- 宝塔院
- 法華宗陣門流総本山本成寺
- 丸井今井邸 - 旧丸井今井三条店
- 保内公園・オープンガーデン
- 保内三王山古墳群 - 2020年に散策路が整備された[77]。
- 万葉の藤
- 史跡観測日食碑（日本天文遺産） - 1887年（明治20年）に日本における最初の近代的日食観測が行われた地点[78]。周辺は大崎山公園として整備された。
- しらさぎ荘（日帰り温泉施設） - 2007年12月にドーム型天体観測室を併設した温泉施設としてオープン[79]。2017年4月に「森の湯小屋 さぎの湯」の愛称でリニューアル[80]。
- 下田郷
  - 下田郷のいしぶみ
  - 諸橋轍次記念館（道の駅漢学の里しただ）
  - 五十嵐神社
  - 越後長野温泉
  - 八木ヶ鼻
    - 八木ヶ鼻温泉

  - 高城ヒメサユリの小径
  - 白鳥の郷公苑 - 2013年（平成25年）11月オープン[81]。五十嵐川に飛来する白鳥を観察できる。
  - 北五百川の棚田（日本の棚田百選）
  - 大谷ダム
  - 笠堀ダム
    - 笠堀カモシカ生息地：国の天然記念物
- 八十里越
- キャンプ場
  - CAPTAIN STAG 八木ヶ鼻オートキャンプ場
  - スノーピーク Headquarters キャンプフィールド - 2011年に本社移転とともにオープン[82]。2021年現在、複合リゾートの建設が進められている[83]。
  - 中浦ヒメサユリ森林公園
  - 吉ヶ平自然体感の郷 - 1970年代に集団離村した旧吉ケ平集落に整備された[84]。
  - 三条市グリーンスポーツセンター・大崎山公園
  - ミズベリング三条

## 文化・名物

### 祭事・イベント
- 献灯祭（1月）[85]
- 本成寺節分鬼踊り（2月）
- 三条まつり（5月）
- 三条凧合戦（さんじょういかがっせん、6月）
- しらさぎ森林公園 花菖蒲まつり（6～7月）
- 三条夏まつり（8月）
- 工場の祭典（こうばのさいてん、10月）
- お取り越し（11月）
- 三条マルシェ
- 六斎市（二・七の市、五・十の市）

### 郷土料理

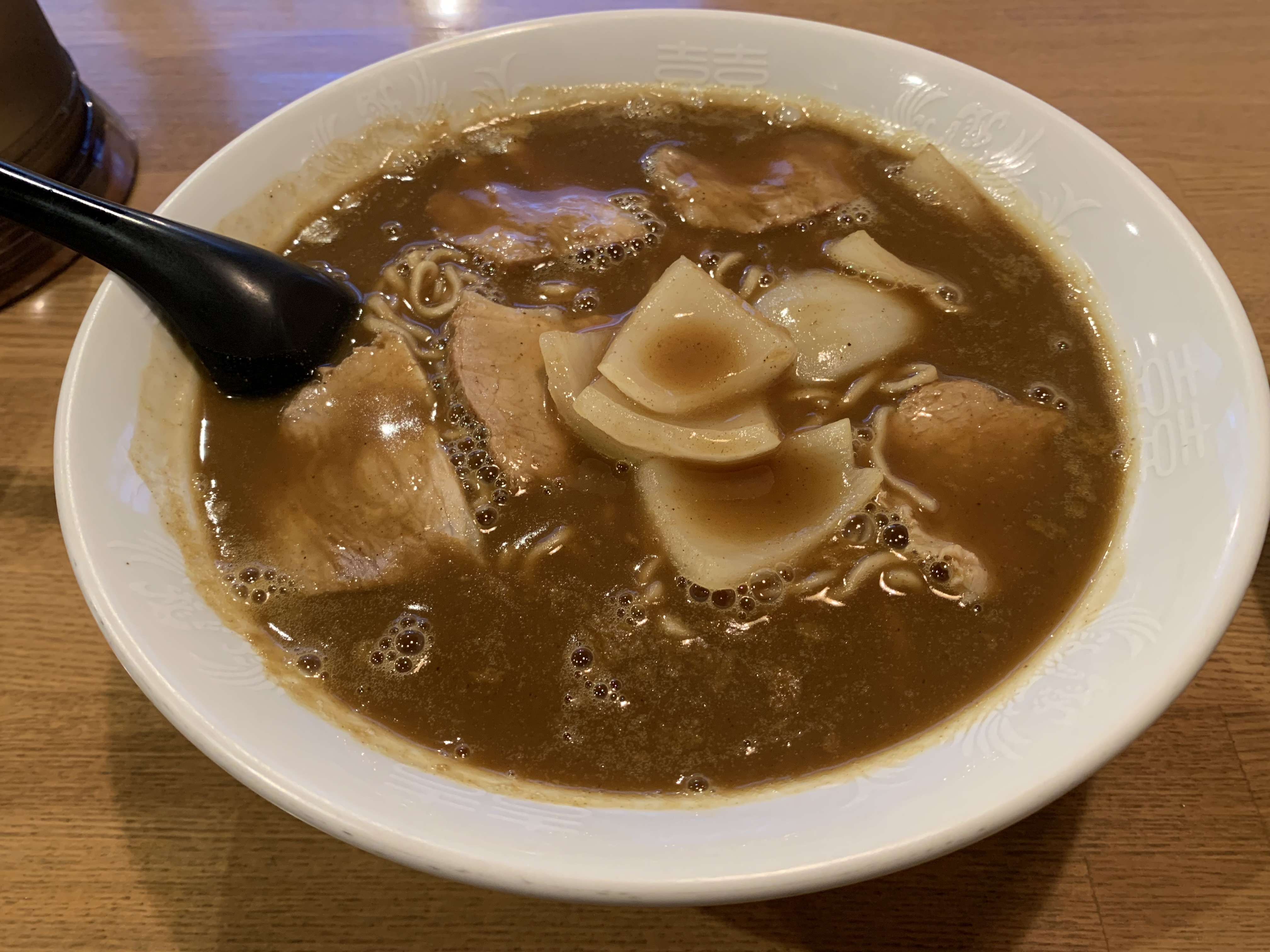
カレーラーメン

- 三条カレーラーメン - 70年の歴史があると言われており、2009年2月にはセブンイレブンにて「三条名物カレーラーメン」が発売された。
- 背脂ラーメン - 燕発祥ではあるが三条市内でも食べることができる。うどんと見間違えるほどの太麺に、丼から湯気が上がらないほどにスープを覆う豚の背脂が最大の特徴。背脂の量に応じて「大油」「中油」と区別される。
- 車麩（くるまふ） - 棒にグルテンの生地を4層ほど巻きつけて重ね焼きにした焼き麩。日本最大級の直径があり、輪切りの状態で売られ、主に煮物などにして食べる。中心の穴に鶏卵を落とし入れた煮物は「爆弾」とも呼ばれ、行事食としても作られる。
- ひこぜん - 潰した米飯をわらじ型に整えて串に刺し、エゴマ味噌をつけて炭火で焼いた、三条市下田地区（旧下田村）の郷土料理。
- 六角凧サブレー - 三条凧合戦にちなむサブレー。三条市の製菓業者・ヤマトヤが1966年に発売して以降、三条銘菓となっている。

## 出身者
- 相場英雄 - 小説家。
- 青空はるお - タレント。
- イモクテネ - インディーズバンド。
- 遠藤ケイ - 作家、イラストレーター。
- 山井太 - スノーピーク社長。
- 金子千尋 - プロ野球北海道日本ハムファイターズ投手（長野商―トヨタ自動車から2004年ドラフト自由獲得枠で入団。小学3年まで三条で過ごす）。
- 川口信男 - Jリーグコーチ、元選手（FC東京）。出生地は新潟県加茂市。
- 高坂元巳 - 元新潟放送アナウンサー、現・同局テレビ営業局業務部長。
- こしのりょう - 漫画家
- 酒井高徳 - サッカー選手（生まれはアメリカ合衆国）。
- 酒井宣福 - サッカー選手、酒井高徳の実弟。
- 酒井高聖 - サッカー選手、酒井高徳・酒井宣福の実弟。
- 志田清之 - 空手家。
- 高橋克実 - 俳優・声優、ナレーター・司会者。
- 知野直人 - プロ野球横浜DeNAベイスターズ内野手。
- TOKU - 歌手、フリューゲルホルン奏者。
- 西山賢一 - 上武大学経営情報学部教授。
- 田中良幸 - 新潟総合テレビ：NSTアナウンサー。
- 藤島じゅん - 漫画家。
- 船見啓子 - モデル、元カネボウキャンペーンガール、旧下田村出身。
- 水野久美 - 女優。
- 渡辺俊一 - 東京理科大学理工学部建築学科教授（都市計画論）、工学博士。
- 渡邉雄大 - プロ野球新潟アルビレックスBC-ソフトバンク-阪神タイガース投手。

また、掛布雅之（元プロ野球阪神内野手）は千葉県出身であるが、雅之の母が自身の故郷である三条市で雅之を出産したため、「出生地／三条市」とされているものもある。

### 歴史上の人物・名誉市民
- 山吉豊守（1525年 － 1575年or1577年） - 戦国時代の武将。
- 山吉景長（1565年? － 1611年） - 戦国時代の武将、山吉豊守の弟。
- 松尾与十郎（1832年－1886年） - 五十嵐川嵐南側築堤のため尽力。
- 日比谷平左衛門（1848年－1921年） - 日清紡などの創立に関わった実業家。
- 今井藤七（1849年－1925年） - 北海道のデパート丸井今井の創業者。
- 鈴木荘六（1865年－1940年） - 陸軍大将、参謀総長。
- 栗林五朔（1866年－1927年） - 北海道の商事・海運業栗林商会の創業者。
- 斎藤由松（1869年－1941年） - 中越学園（中越高等学校・長岡大学）の創設者。
- 堤清六（1880年－1931年） - 日魯漁業株式会社（後のニチロ。現マルハニチロ前身企業の一つ）の創業者。衆議院議員。
- 諸橋轍次（1883年－1982年） - 『大漢和辞典』を編纂した文学博士、文化勲章受章者、旧下田村名誉村民→三条市名誉市民。
道の駅漢学の里しただ - 諸橋轍次記念館など
- 岩田正巳（1893年－1988年） - 日本画家、三条市名誉市民。
- 広川操一（1894年－1983年） - 日本画家。
- 広川松五郎（1899年－1952年） - 染織図案作家。
- 亘四郎（1899年－1979年） - 衆議院議員、参議院議員、新潟県知事（2期）。勲一等瑞宝章受章。堤清六の実弟。
- 稲村順三（1900年－1955年） - 衆議院議員、農民運動家。長男の稲村稔夫も市長・参議院議員。
- 小日向白朗（1900年－1982年） - 「小白竜」の異名を持つ大陸浪人で、馬賊の頭領。横山光輝『狼の星座』のモデル。
- 小林ハル（1900年－2005年） - 最後の越後瞽女（ごぜ）、人間国宝、三条市名誉市民。
- 内田鐡衛（1904年－1996年） - 株式会社コロナ創業者。
- 渡辺義雄（1907年－2000年） - 写真家、日本大学芸術学部名誉教授、日本写真家協会名誉会長、東京都写真美術館初代館長、文化功労者、三条市名誉市民。
- 鶴巻三郎（1908年－2005年） - 紙塑（しそ）人形作家、日展会員、三条市名誉市民。
- 捧賢一（1933年－2018年） - コメリ創業者。
- ジャイアント馬場（馬場正平）（1938年－1999年） - プロ野球読売ジャイアンツ・大洋ホエールズ投手、プロレスラー、全日本プロレスを創立、NWA世界ヘビー級王座に3度就いた。三条市名誉市民。

※三条市：名誉市民で、諸橋轍次、岩田正巳、小林ハル、渡辺義雄、鶴巻三郎、ジャイアント馬場を参照できる。

## 三条市を舞台にした作品
漫画
- クプルムの花嫁

主舞台は隣の燕市になるが一部のシーン（第一話での地域の紹介で地元の企業が作ってる爪切り等）で三条市に縁のある場面が出ており、単行本帯での作品紹介でも作品の舞台紹介を燕市と合わせての「燕三条」地域との表記で紹介されている。
- Do It Yourself!! -どぅー・いっと・ゆあせるふ-

テレビドラマ
- 虎に翼

女性初の弁護士で裁判官となった佐田寅子が、新潟地方裁判所・新潟家庭裁判所三条支所の所長として赴任する。劇中、地元の弁護士を当市出身の俳優・高橋克実が演じる。ロケは三条市に近い弥彦村で行われた。